# Parmain
Vous lisez un « bon article » labellisé en 2007.
 (octobre 2023).
 (octobre 2023).
Parmain est une ville francilienne du Val-d'Oise, située sur la rive droite de l’Oise, à trente kilomètres à vol d’oiseau au nord de Paris.
La commune, au caractère essentiellement résidentiel, avec le cœur historique du hameau de Jouy-le-Comte, fait partie de la région naturelle et historique du Vexin français et est membre fondateur du parc naturel régional du même nom. Elle forme avec L'Isle-Adam, son chef-lieu de canton situé sur l’autre rive de la rivière et avec qui elle partage sa gare, une agglomération d’environ 16 000 habitants. Ses habitants sont les Parminois et Parminoises.

## Géographie

### Localisation
Située au centre nord du département du Val-d'Oise, la commune de Parmain se trouve dans la vallée de l'Oise, à l'extrême est du Vexin français, au confluent du Sausseron et de l'Oise, à dix kilomètres au nord-est de Pontoise et à trente-cinq kilomètres au sud de Beauvais.

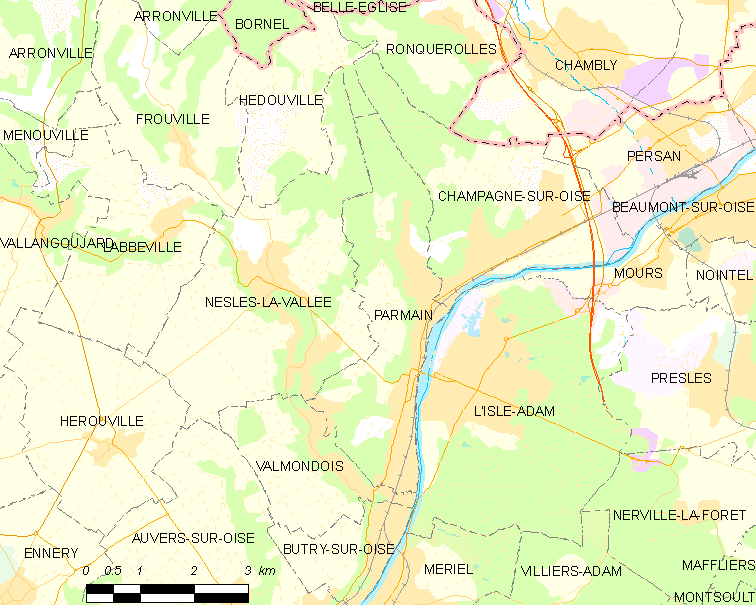
Carte de la commune.
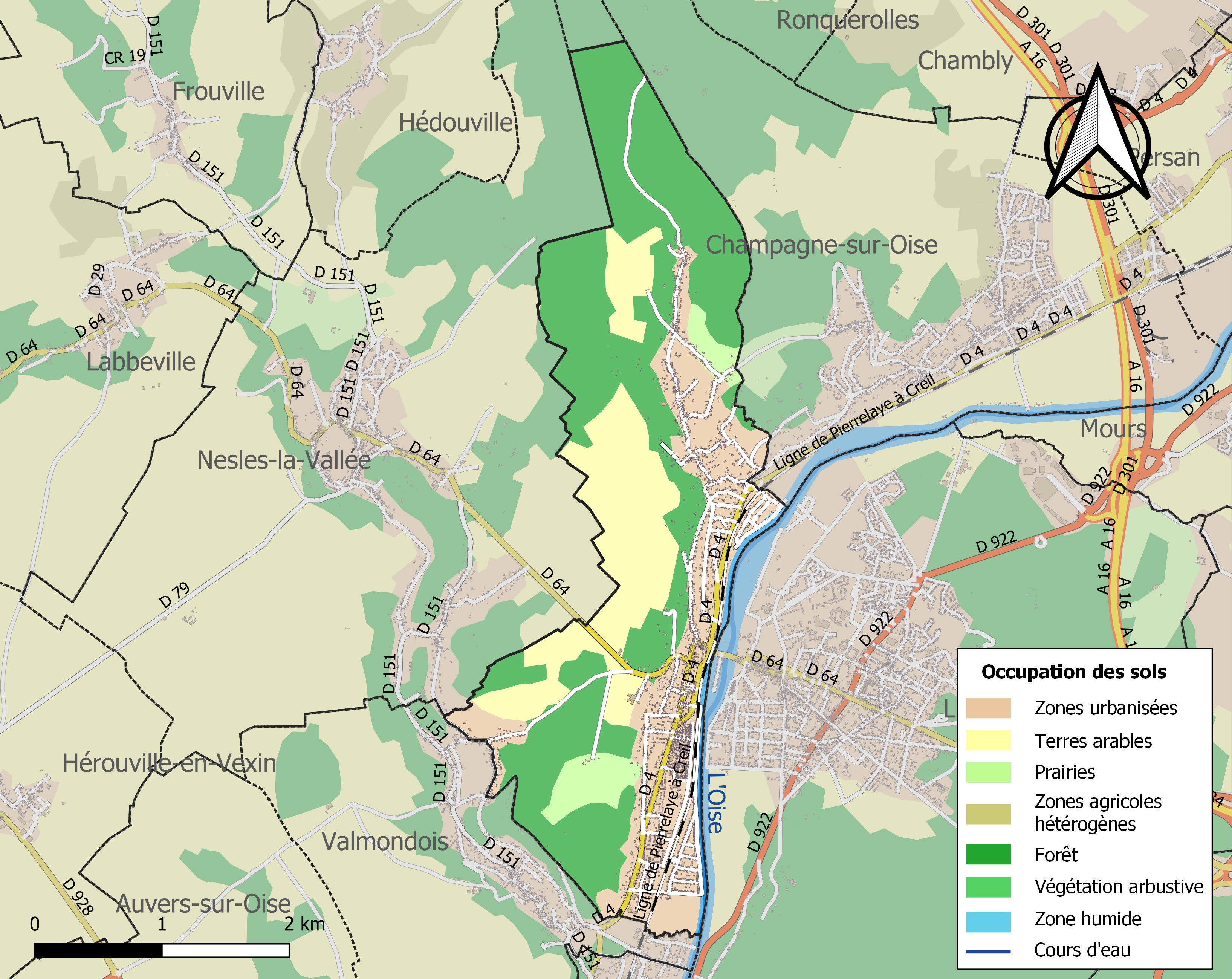
Occupation des sols

### Communes limitrophes
Les communes limitrophes de Parmain sont, à l'est, L'Isle-Adam sur la rive gauche de l'Oise et sur ses îles, au nord Hédouville, avec laquelle la commune n'a pas de liaison routière directe, et Champagne-sur-Oise, à l'ouest Nesles-la-Vallée et au sud Valmondois.
|                  | Hédouville | Champagne-sur-Oise |
| Nesles-la-Vallée | Parmain    | L'Isle-Adam        |
|                  | Valmondois |                    |

### Géologie, relief et pollution des sols

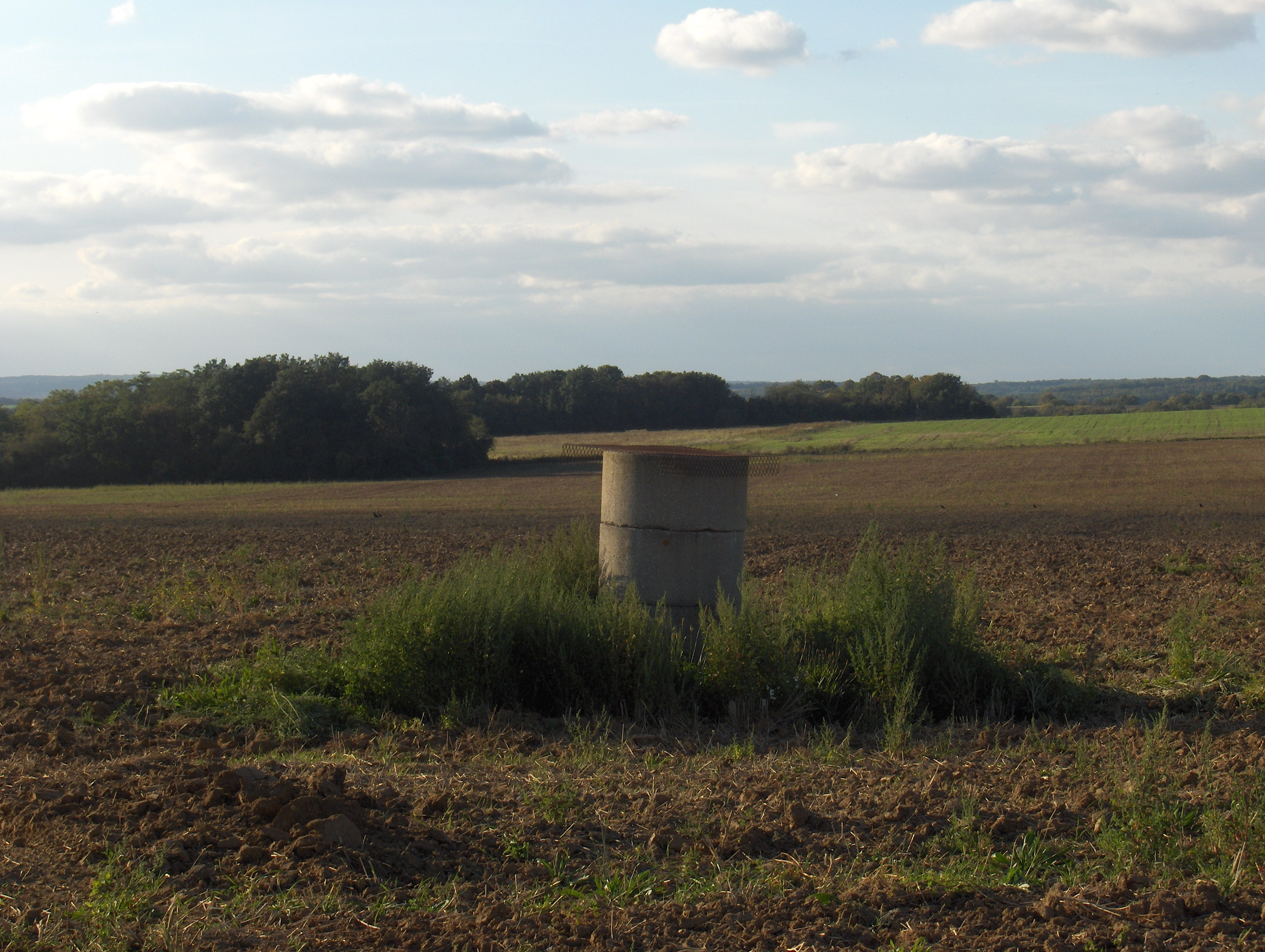
Sur les hauteurs, cheminée de champignonnière installée dans d'anciennes carrières.

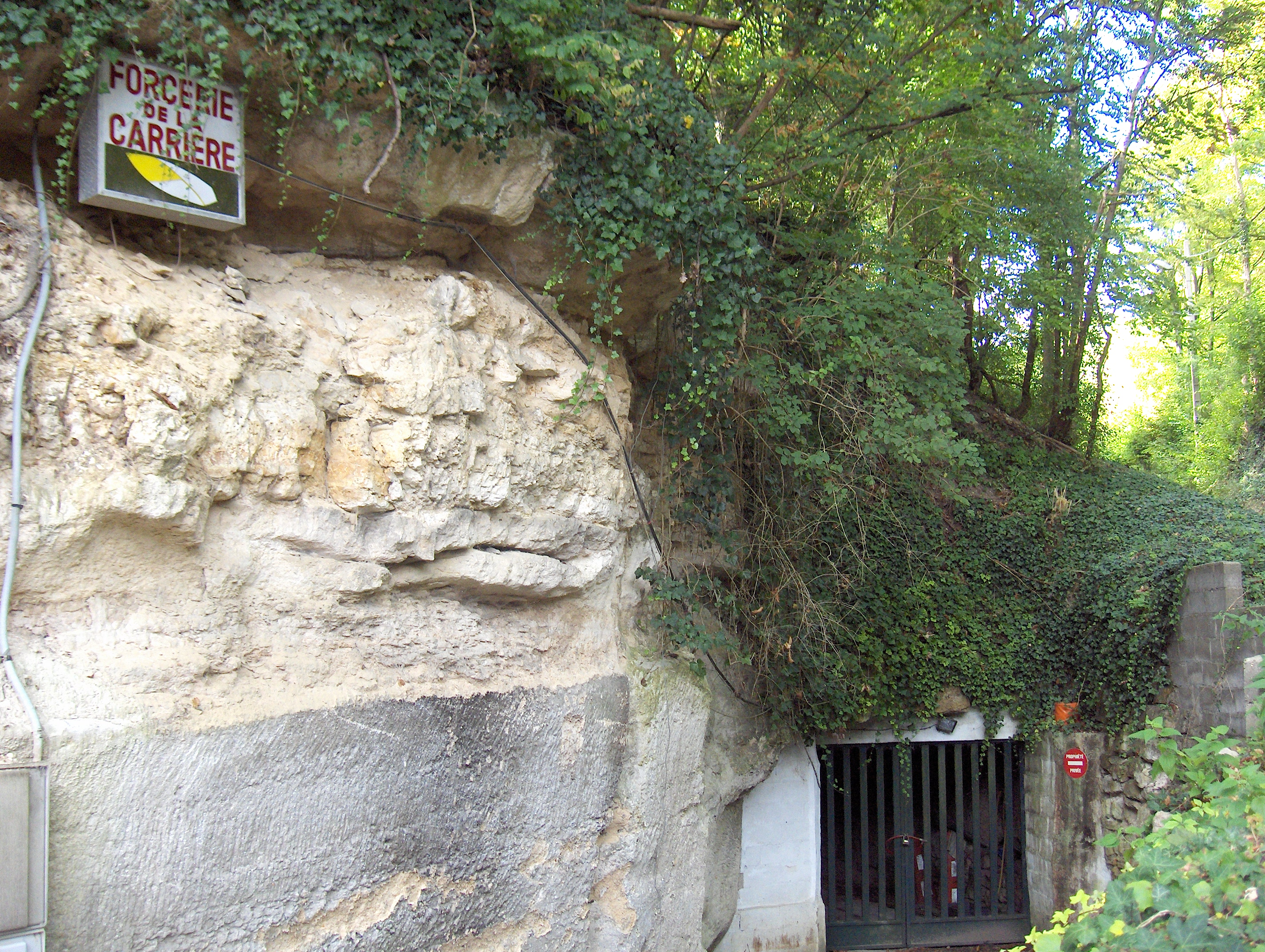
Entrée d'une ancienne carrière à Parmain.

Le sous-sol de la commune est globalement celui du Vexin français, qui comprend plusieurs types de roches comme la craie, la plus ancienne, datant d'environ 80 millions d'années, le calcaire datant de 60 millions d'années, pierre à bâtir vexinoise par excellence, le grès bartonien (40 millions d'années) ou la meulière (25 millions d'années au plus). Les couches sédimentaires sont entaillées par les vallées de l'Oise et du Sausseron.
La situation géographique de Parmain rend la commune particulièrement vulnérable à des risques naturels : d'anciennes zones de carrières dans son sous-sol constituent des risques d'effondrement en milieu urbain. En revanche, la commune n'est soumise à aucun risque de mouvement de terrain lié à la dissolution du gypse (risque courant dans le Val-d'Oise). Plus important, la plaine alluviale, en particulier en amont et en aval, du centre de la commune est à risque d'inondation consécutif à une crue de l'Oise.
Le territoire de Parmain est à cheval entre la vallée de l'Oise à l'est et le plateau du Vexin à l'ouest. Cette caractéristique explique la forte dénivellation observée entre le point le plus bas (24 mètres) et le plus élevé de la commune (146 mètres). À l'ouest, la limite avec la vallée encaissée du Sausseron (sur la commune de Valmondois) est marquée par la côte des Nazes et la côte d'Orgivaux.
La commune ne comprend aucun site recensé sur la base de données du ministère de l'écologie relative aux sites et sols pollués (ou potentiellement pollués) appelant une action des pouvoirs publics, à titre préventif ou curatif (BASOL). Ceci s'explique sans doute par le faible nombre de sites industriels s'étant implantés sur le territoire communal. En effet, Parmain ne comporte que six sites répertoriés alors que les communes voisines de taille comparable de Champagne-sur-Oise et d'Auvers-sur-Oise en comptent respectivement douze et trente.

### Hydrographie

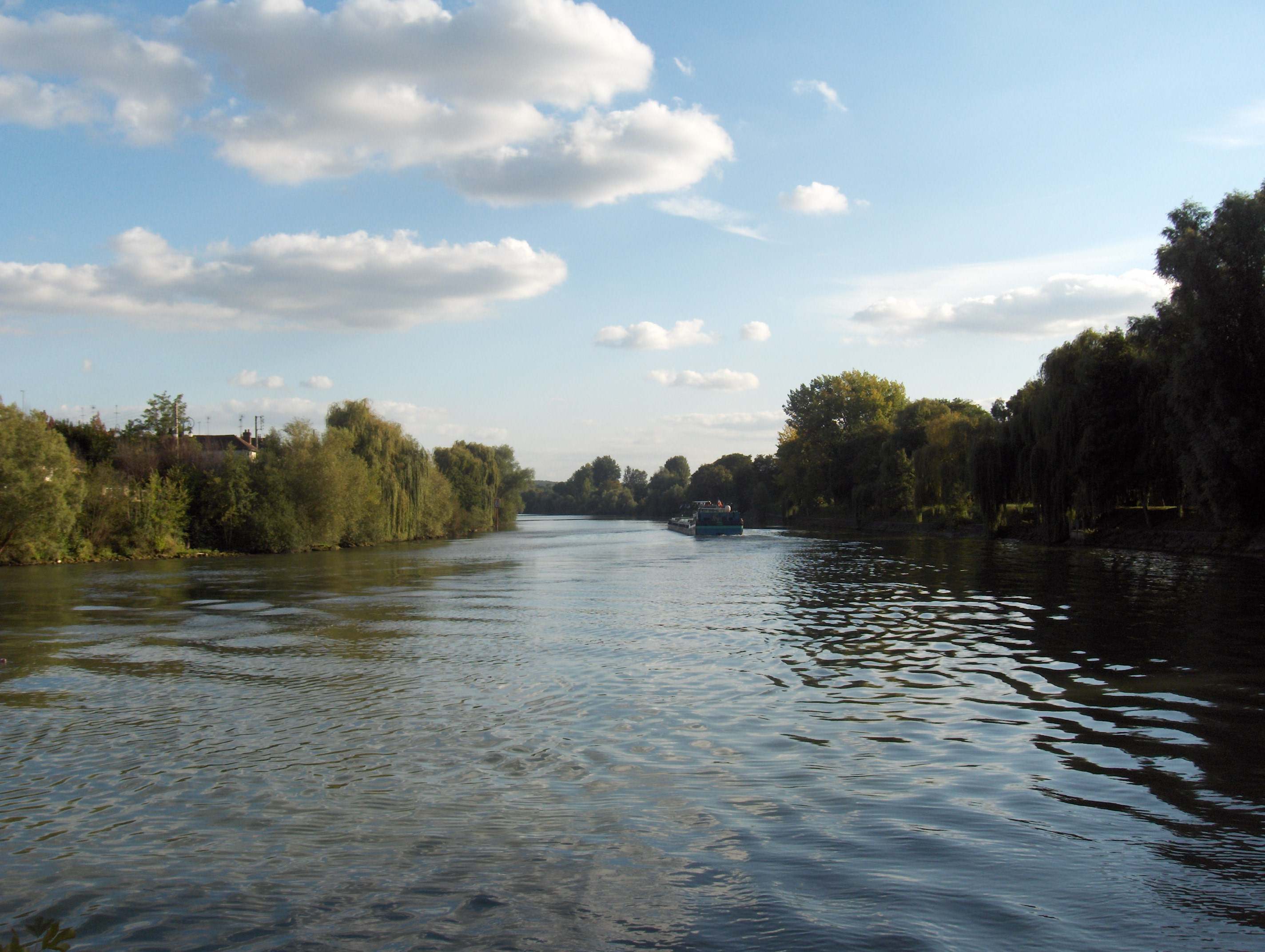
L'Oise, vue vers l'aval depuis la pointe sud de l'île du prieuré, à droite rives de Parmain, à gauche de L'Isle-Adam.

Le territoire de Parmain longe la rive droite (ou ouest) de l'Oise, l'un des affluents principaux de la Seine sur une distance d'environ 3 km. La rivière y est jalonnée de trois îles, appartenant au territoire de L'Isle-Adam, l'île du Prieuré, occupée jadis par les châteaux successifs des seigneurs de L'Isle-Adam et de Parmain, l'île de la Cohue, et l'île de la dérivation, vide de construction, au niveau de laquelle se trouvent un barrage et une écluse sur la rivière. Juste avant son embouchure, le Sausseron marque la limite communale entre Parmain et Valmondois au sud, puis se jette dans l'Oise.
Le territoire communal est également traversé par deux petits cours d'eau : le ruisseau du marais de Vaux, qui naît à Champagne-sur-Oise, long d'à peine huit cents mètres, qui se jette à Parmain dans le ru de Jouy, qui serpente sur trois kilomètres à l'est des hameaux de Jouy-le-Comte et de Boulonville avant de se jeter dans l'Oise à la limite avec Champagne-sur-Oise, face à L'Isle-Adam. Entre ces deux cours d'eau, avant que le ruisseau ne se jette dans le ru, se trouve un petit plan d'eau.
La commune est alimentée en eau par la station de traitement de Cassan, située à L'Isle-Adam. L'eau potable de Parmain est de très bonne qualité bactériologique, contenant peu de nitrates, dure et peu fluorée[réf. nécessaire].
Le territoire de Parmain est concerné par les risques d'inondation de l'Oise. Le plan de prévention des risques d'inondation du Val-d'Oise prend en compte ce risque. La commune souffre très occasionnellement de problèmes liés au ruissellement mais n'a pas de problèmes liés à des remontées de nappes. Une station d'annonce des crues est située à L'Isle-Adam.

### Climat
Pour des articles plus généraux, voir Climat de l'Île-de-France et Climat du Val-d'Oise.
En 2010, le climat de la commune est de type climat océanique dégradé des plaines du Centre et du Nord, selon une étude du CNRS s'appuyant sur une série de données couvrant la période 1971-2000. En 2020, Météo-France publie une typologie des climats de la France métropolitaine dans laquelle la commune est dans une zone de transition entre le climat océanique et le climat océanique altéré et est dans la région climatique  Sud-ouest du bassin Parisien, caractérisée par une faible pluviométrie, notamment au printemps (120 à 150 mm) et un hiver froid (3,5 °C). 
Pour la période 1971-2000, la température annuelle moyenne est de 11,4 °C, avec une amplitude thermique annuelle de 14,8 °C. Le cumul annuel moyen de précipitations est de 671 mm, avec 10,6 jours de précipitations en janvier et 8,1 jours en juillet. Pour la période 1991-2020, la température moyenne annuelle observée sur la station météorologique la plus proche, située sur la commune de Pontoise à 10 km à vol d'oiseau, est de 12,5 °C et le cumul annuel moyen de précipitations est de 666,7 mm,. Pour l'avenir, les paramètres climatiques de la commune estimés pour 2050 selon différents scénarios d'émission de gaz à effet de serre sont consultables sur un site dédié publié par Météo-France en novembre 2022.

## Urbanisme

### Typologie
Au 1er janvier 2024, Parmain est catégorisée ceinture urbaine, selon la nouvelle grille communale de densité à sept niveaux définie par l'Insee en 2022.
Elle appartient à l'unité urbaine de Paris, une agglomération inter-départementale regroupant 407  communes, dont elle est une commune de la banlieue,,. Par ailleurs la commune fait partie de l'aire d'attraction de Paris, dont elle est une commune de la couronne,. Cette aire regroupe 1 929 communes,.

### Occupation du territoire
Le territoire habité peut se diviser en plusieurs parties :
- Les hameaux de Jouy-le-Comte, de Boulonville et le lieu-dit du Grand Val situés au nord-ouest le long du val du ru de Jouy constituent le cœur historique de l'implantation sur le territoire communal.
- Le quartier de la gare et de la mairie, sur l'Oise, en face de l'île du Prieuré, constitue l'actuel centre-ville développé au XIXe siècle grâce à l'arrivée du chemin de fer.
- Les quartiers sud le long de l'Oise, les Coutures, le Val-d'Oise, sont des zones d'habitation plus récentes qui accueillent le collège de la commune et une petite zone commerçante.
- À l'ouest du territoire communal, une zone d'habitations dans les bois, limitrophe des habitations de Valmondois, longe la côte des Nazes.

Le reste du territoire de la commune, à l'ouest et au nord, sur les relatives hauteurs du plateau du Vexin (la dénivellation entre la zone la plus basse de la commune et la zone la plus élevée atteint tout de même 122 mètres), est constitué de zones boisées (le bois Messier, le bois Gannetin, la croix des Verts) et de cultures ou prairies traversées par des sentiers de randonnée.
Au-delà des hameaux historiques au nord, le territoire se poursuit en pointe jusqu'au bois de la Tour du Lay, comprenant une partie de la forêt départementale du même nom.
Le territoire communal, tout en longueur, s'étend sur environ 6,5 kilomètres du nord au sud mais ne dépasse pas 2 kilomètres en largeur. Il est essentiellement rural (74 %).
| Type d'occupation en 1999   | Pourcentage |
| --------------------------- | ----------- |
| Espace urbain construit     | 18 %        |
| Espace urbain non construit | 9 %         |
| Espace rural                | 74 %        |

.

L'espace urbain est composé en 1999 en très grande majorité (85,7 %) d'habitat individuel et d'espaces non-construits (parcs, jardins, vacants).
Les habitats collectifs ne représentaient alors que 0,1 % de l'espace urbain communal.
Au sud de la gare de L'Isle-Adam - Parmain, les logements individuels gagnent en superficie à mesure qu'ils s'éloignent de la rivière. Les quartiers résidentiels du quartier du Val-d'Oise et des squares des Arcades comprennent ainsi des logements moins vastes (maisons mitoyennes, jardins de petite taille) que ceux des rues situées à l'ouest de la route départementale 4, sur les pentes, qui constituent parfois de véritables petits domaines en pierre calcaire du Vexin ou en meulière.
Les hameaux de Jouy-le-Comte, de Boulonville et le centre actuel face à L'Isle-Adam comprennent les habitats les plus anciens.
La commune ne possède pas de parcs d'activités ni de zones commerciales d'envergure, celles-ci étant situées dans les communes avoisinantes de L'Isle-Adam ou de Chambly.

### Habitat
| Logements                                        | Nombre en 2016 | % en 2016 | nombre en 2011 | % en 2011 |
| ------------------------------------------------ | -------------- | --------- | -------------- | --------- |
| Total                                            | 2 219          | 100 %     | 2 159          | 100 %     |
| Résidences principales                           | 2 071          | 93,3 %    | 1 995          | 92,4 %    |
| → Dont HLM                                       | 105            | 5,1 %     | 99             | 5,0 %     |
| Résidences secondaires et logements occasionnels | 47             | 2,1 %     | 59             | 2,8 %     |
| Logements vacants                                | 101            | 4,6 %     | 105            | 4,9 %     |
| Dont :                                           |                |           |                |           |
| → maisons                                        | 1 960          | 88,3 %    | 1 937          | 89,7 %    |
| → appartements                                   | 242            | 10,9 %    | 195            | 9,0 %     |

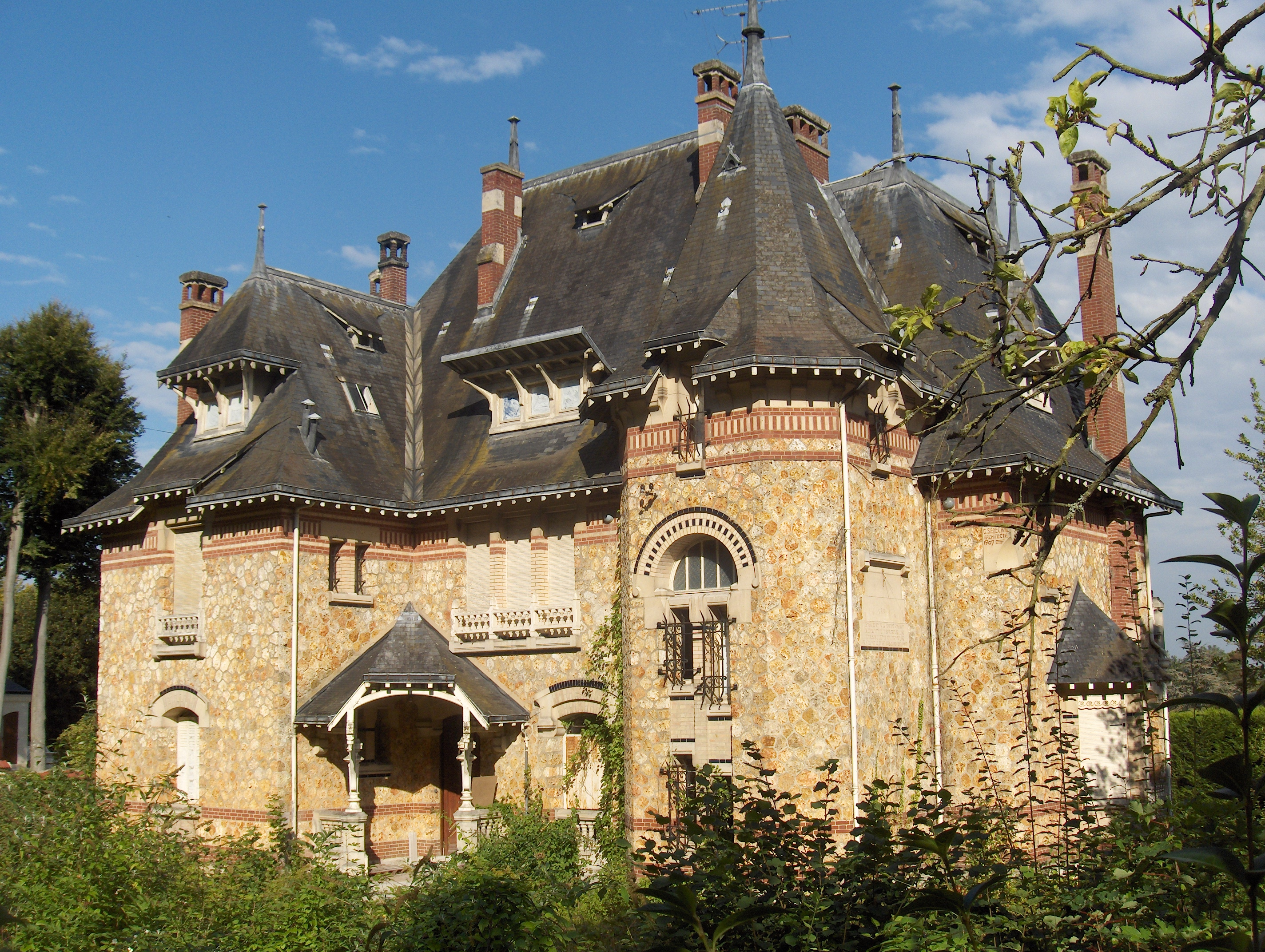
Demeure en meulière sur les pentes de Parmain, dite la Sirène (1907).

Parmain est soumise à l'obligation législative de construction de 25 % de logements sociaux en vertu de la loi no 2000-1208 du 13 décembre 2000 relative à la solidarité et au renouvellement urbains, mais ne compte, en 2020, que 8,88 % de logements sociaux au sens de la loi SRU et doit donc payer 58 000 € de pénalité chaque année. La commune doit donc réaliser 338 nouveaux logements sociaux  pour atteindre les 560 obligatoires à l'horizon 2025.
Dans ce cadre, le projet de plan local d'urbanisme adopté en septembre 2019, après avoir envisagé la démolition de 46 pavillons afin de construire à leur emplacement des logements collectifs, en partie à caractère social, au niveau du centre commercial des Arcades et en dessous, organise notamment le déclassement d'un espace boisé au sud des rues de Nesles et de Parmain, afin de permettre la réalisation d'un programme dénommé "Nesles 2" et comprenant une centaine de logements mixtes,.

### Voies de communication et transports

#### Infrastructures routières

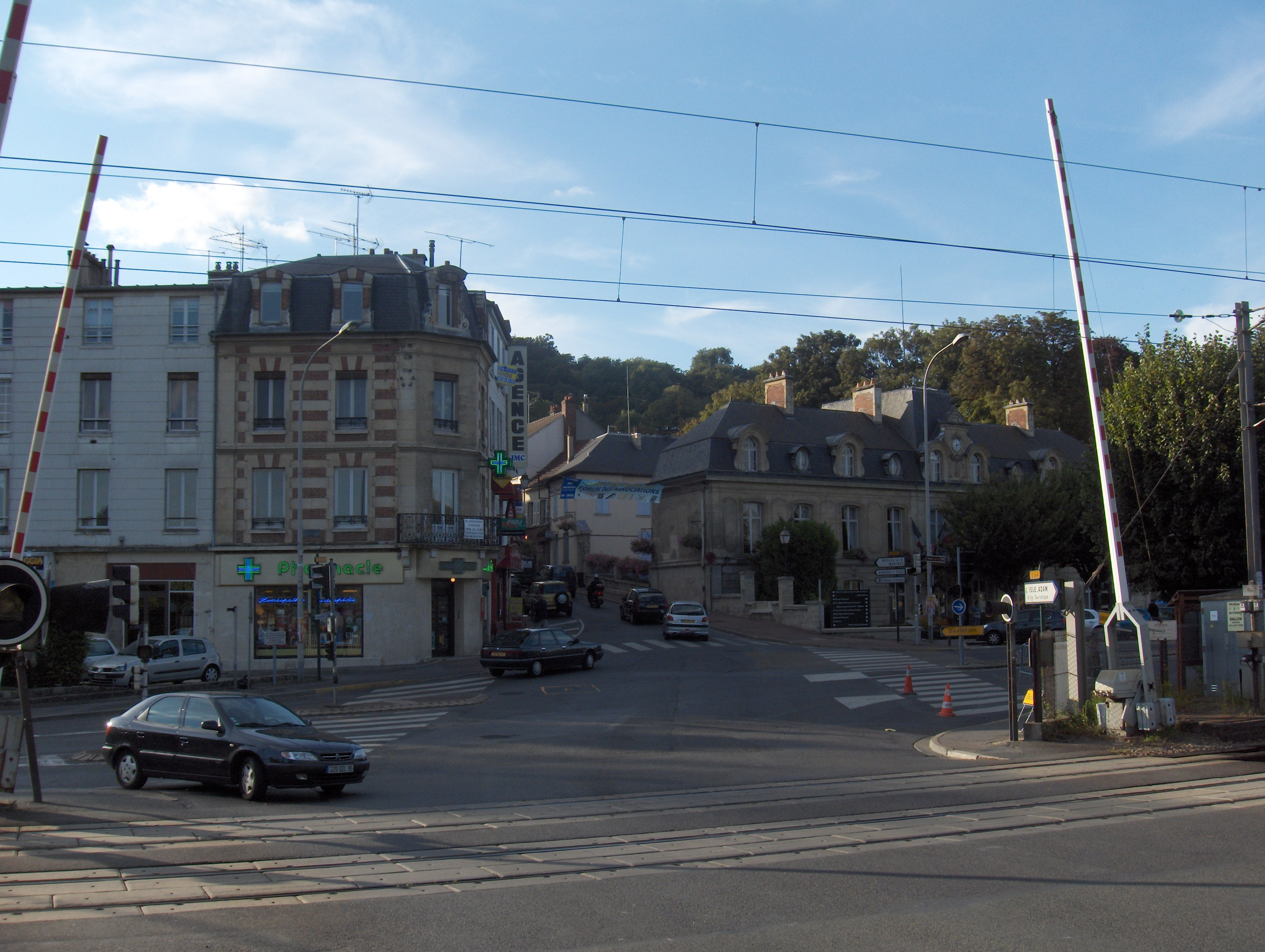
Entrée de Parmain, au croisement de la D 64, de la D 4 et du chemin de fer.

Les voies les plus importantes qui traversent la commune sont deux routes départementales. La route départementale 4, relie Parmain à Valmondois et à Champagne-sur-Oise du nord au sud. Elle se poursuit au sud en suivant l'Oise par Valmondois, Butry-sur-Oise et Auvers-sur-Oise jusqu'à Pontoise et au nord jusqu'à Persan par Champagne-sur-Oise.
La route départementale 64 relie quant à elle Parmain à L'Isle-Adam et à Nesles-la-Vallée d'est en ouest. Elle se poursuit à l'est à travers L'Isle-Adam jusqu'à la route nationale 184, juste avant la jonction avec la route nationale 1 et l'autoroute A16, poursuivant néanmoins jusqu'à Presles sous le nom de D 64E, et à l'ouest jusqu'à Marines, au cœur du Vexin français, en traversant, après Nesles-la-Vallée, les communes de Labbeville, Vallangoujard, Epiais-Rhus, Grisy-les-Plâtres et Bréançon.
Par la route, Parmain est à 37 kilomètres à l'ouest de l'aéroport Aéroport Roissy-Charles-de-Gaulle, à 16 kilomètres à l'est de l'aéroport de Pontoise - Cormeilles-en-Vexin et à 52 kilomètres au sud de l'aéroport de Paris Beauvais Tillé.

#### Transports en commun

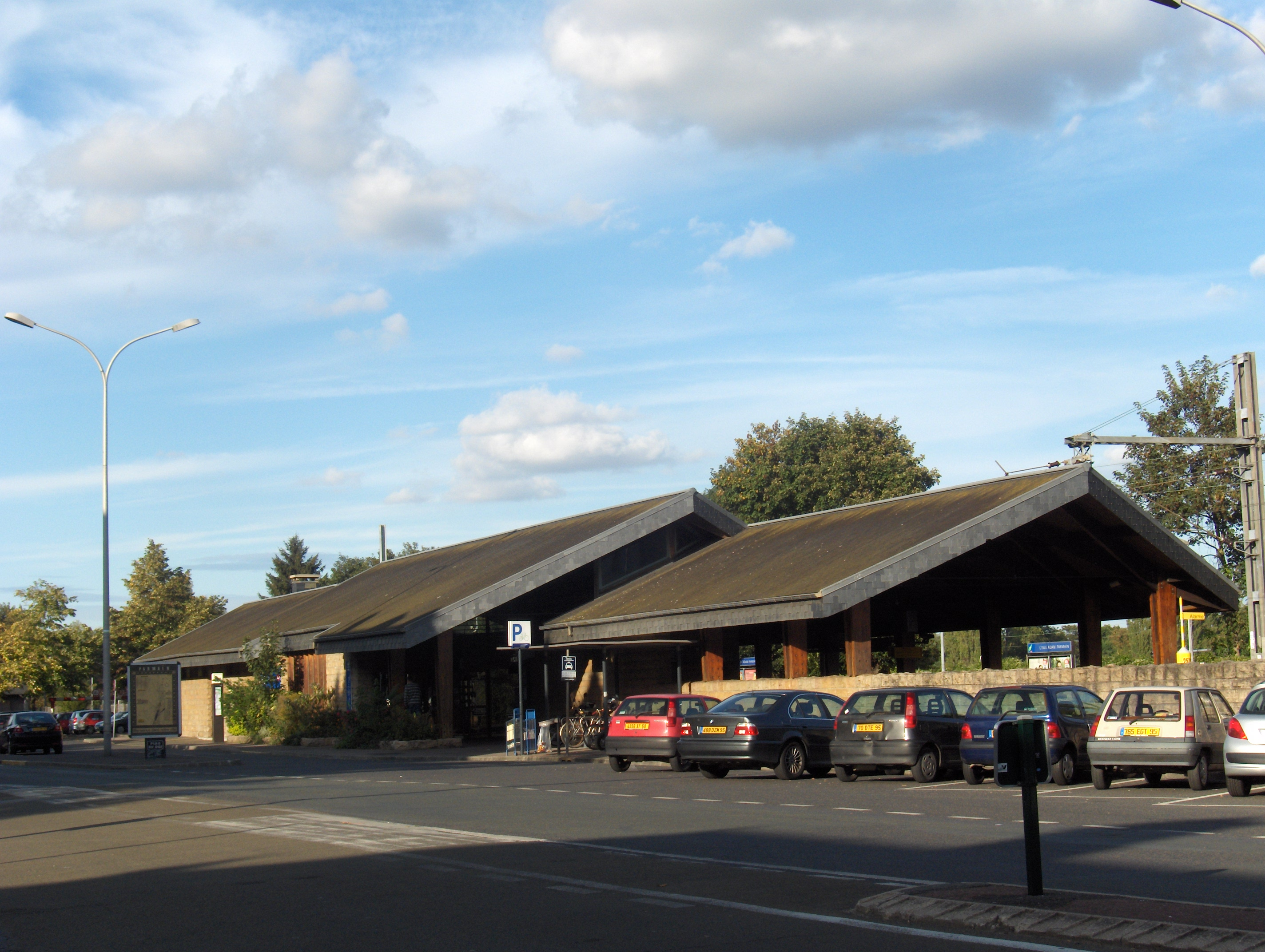
Vue extérieure de la gare de L'Isle-Adam - Parmain.

La commune est traversée du nord au sud par la ligne de chemin de fer à double voie de Pierrelaye à Creil via Valmondois qui suit le cours de l'Oise. Cette ligne est desservie par les trains de la ligne H du Transilien effectuant la liaison entre la gare de Paris-Nord et la gare de Persan - Beaumont via la ligne d'Ermont - Eaubonne à Valmondois, ainsi que par des trains de la même ligne faisant la navette entre la Pontoise et Creil. La gare de L'Isle-Adam - Parmain est située sur le territoire communal, face à la mairie. Le temps de parcours vers Paris est 48 minutes en train direct. Or, hors heures de pointe, tous les trains sont omnibus, et seulement un train par heure se rend directement à Paris. Sinon, un changement en gare de Valmondois est nécessaire. Il est également possible d'emprunter un train direct Paris - Persan-Beaumont (TER Hauts-de-France) pour un temps de parcours parfois légèrement inférieur en fonction des correspondances. Le sud de la commune est plus proche de la gare de Valmondois que de celle de L'Isle-Adam - Parmain alors que les habitants des hameaux du nord peuvent utiliser la gare de Champagne-sur-Oise.
Deux lignes du réseau de bus du Vexin desservent Parmain : La ligne 95.07 (Cergy-Préfecture - Église de Jouy-le-Comte) se termine à Parmain. Elle est en provenance de Cergy-Préfecture via Pontoise, Auvers-sur-Oise, Butry-sur-Oise et Valmondois (gare) et comprend six arrêts du sud au nord sur le territoire de la commune (Collège, Coutures, Arcades, Mairie, Le Verger, Église de Jouy-le-Comte). La ligne 95.16 dans son trajet Vallangoujard - L'Isle-Adam Grand Val marque quant à elle deux arrêts à Parmain (Collège, Coutures).

#### Circulations douces

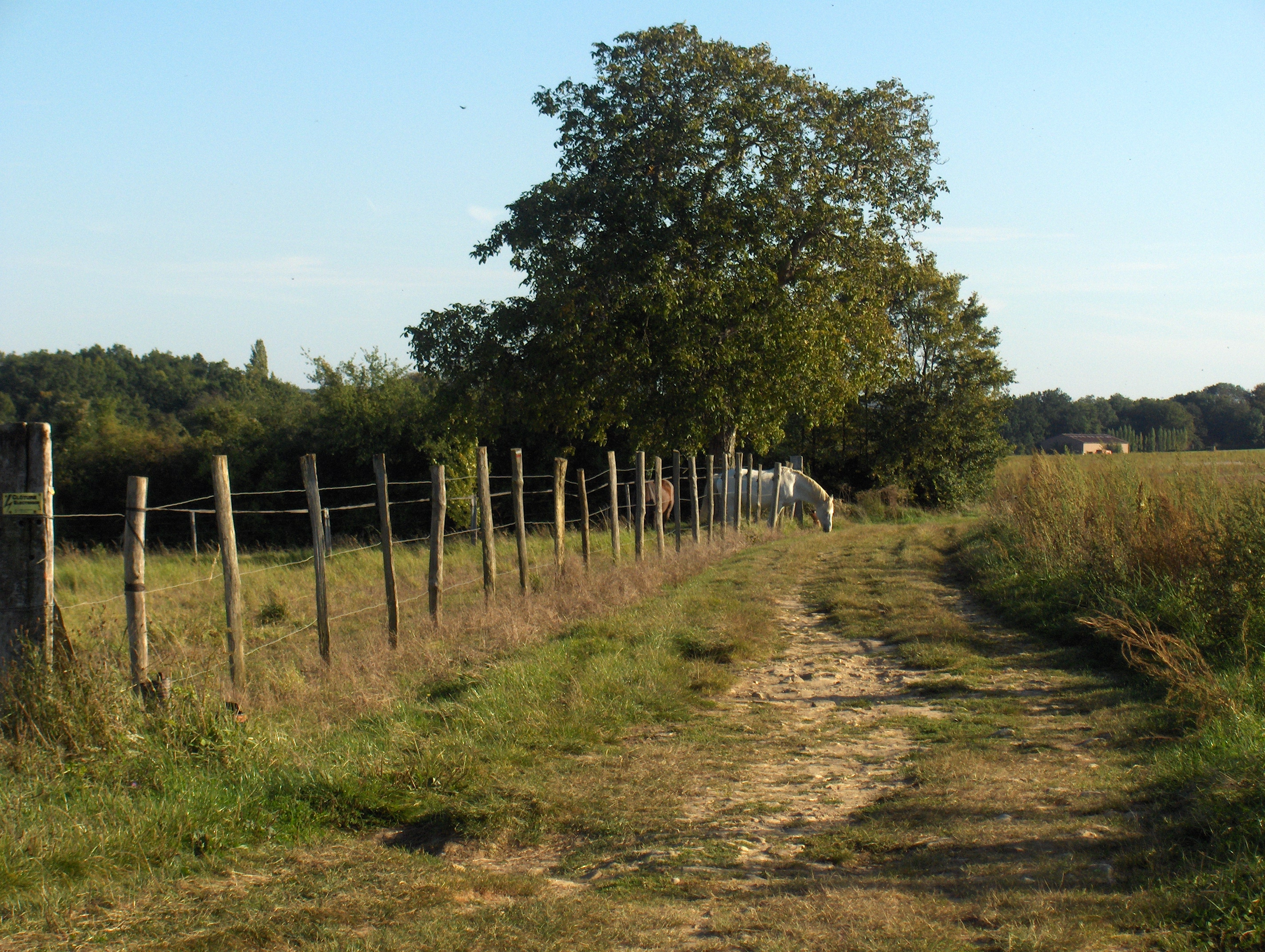
Sentier de randonnée sur les hauteurs de Parmain.

Le territoire communal rural est sillonné de sentiers de randonnées entretenus. Parmi les circuits passant par la commune on peut noter, outre le fameux GR1 :
- le sentier des Bruyères
- le sentier du Puits Fondu
- le sentier de la Croix des Verts
- le sentier de la rive droite de l'Oise et de la vallée du Sausseron
- le sentier du haut de Champagne
- le sentier du Bois de la Tour du Lay
- le sentier du fond du Valmillon

Les bords de l'Oise au sud de la commune ont été aménagés pour permettre des promenades le long de la rivière.

#### Autres infrastructures
Des lignes à haute tension reliant Persan à Pontoise traversent le nord de la commune, juste au nord du Grand Val.

#### Émissions sonores
Ces différentes infrastructures terrestres ont un impact relativement limité sur le plan de la pollution sonore à l'exception de la voie ferrée qui est classée de catégorie 2 (élevée) selon la réglementation. La seule voie routière classée (la route départementale 4) est de catégorie 4 (3 sur une courte section au nord).

## Toponymie
Le nom de Parmain est attesté sous les formes Parmeng en 1228, puis Parmin sous l'Ancien Régime avant de prendre sa forme actuelle.
Albert Dauzat et Charles Rostaing ont proposé sans certitude cependant une utilisation du mot parmain, sorte de poire, utilisé de manière absolue. Cependant, ils ne citent aucune forme ancienne, montrant par là qu'ils n'en connaissaient pas. En effet, celles-ci sont incompatibles avec cette explication.
La forme ancienne Parmin est à l'origine du gentilé des habitants de la commune Parminois, Parminoise.
La commune de Jouy-le-Comte change de dénomination par décret, signé de la main du président Sadi Carnot, et publié au journal officiel le 5 janvier 1893, passant de Jouy-le-Comte à Parmain.
Jouy-le-Comte est issu de l'anthroponyme bas latin Gaudius « le Bienheureux » (surnom chrétien formé sur le bas latin gaudia qui a donné joie en français) auquel est associé le suffixe d'origine gauloise -acum. Plus tard, on ajoute le déterminant complémentaire -le-Comte, pour distinguer la paroisse d'un autre Jouy, situé près de Bernes-sur-Oise et aujourd'hui disparu.

## Histoire

### Les origines

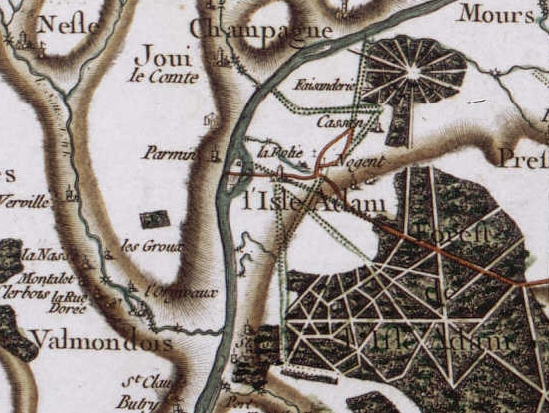
Sur cette carte de Cassini de 1751, on distingue face à L'Isle-Adam, à gauche, le hameau de Parmin (Parmain).

Le site de la ville est occupé depuis les temps paléolithiques et néolithiques. Des outils retrouvés dans le sol de la commune et visibles au musée communal en témoignent, tout comme la sépulture néolithique située sur le territoire de la commune, dite le Trou à morts. Des vestiges gallo-romains et mérovingiens indiquent une occupation continue dans le temps de ce qui deviendra la commune.[réf. nécessaire]
La première mention de Parmain et de Jouy-le-Comte remonte à 1228, elle provient d'un acte, une donation, de Jehan de Parmeng, chevalier, à l'abbaye cistercienne de Notre-Dame du Val. On ignore tout de ce personnage. Le sceau appendu à cet acte conservé aux archives nationales a donné à Parmain ses armoiries. Selon Bernard Baray, un autre chevalier est cité dans un document de la même époque sous le nom d'Eudes de Jouy, attestant également de l'ancienneté de Jouy-le-Comte.
Parmain, comme L'Isle-Adam, fut un temps sous la suzeraineté de l'abbaye de Saint-Denis. L'église de Jouy-le-Comte, édifiée au XIIIe siècle, est dédiée à saint Denis et faisait partie au Moyen Âge du diocèse de Beauvais. Au lieu-dit la justice, sur le plateau qui domine Jouy-le-Comte, des scellements de pierre destinés à soutenir des bois de justice ont été retrouvés, preuve que les comtes de Beaumont rendaient la justice, et l'exécutaient, dans le village.
Un moulin à eau était bâti sur le pont qui reliait Parmain à L'Isle-Adam par l'île du Prieuré dès le début du XVIe siècle. Lorsqu'en 1669 le château de L'Isle-Adam est victime d'un incendie, la princesse de Conti, Anne Marie Martinozzi, l'abandonne et s'installe dans une maison proche de l'église de Jouy. Elle fait alors construire le presbytère et restaurer l'église du village.
Historiquement, alors que Parmain appartenait aux seigneurs de L'Isle-Adam successifs (les Adam, les Villiers, les Montmorency, les Condé et enfin les Conti) et servait essentiellement de potager et de lieu de cultures pour ces nobles, Jouy-le-Comte et Boulonville étaient des terres des comtes de Beaumont.
La seigneurie de Jouy-le-Comte est adjugée le 3 février 1552 par une sentence des requêtes du Palais à Anne de Montmorency, connétable de France et seigneur de L'Isle-Adam. Les autres terres du comté de Beaumont seront achetées par les Conti au XVIIIe siècle. Ainsi, les deux entités qui constituent la commune actuelle étaient initialement distinctes avant d'être réunies sous l'autorité des mêmes seigneurs. À la naissance de la commune à la Révolution, elle est séparée de L'Isle-Adam, et prend le nom de Jouy-le-Comte et non de Parmain, toujours regardé comme un hameau.

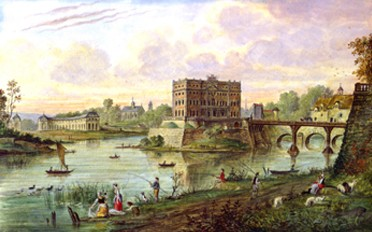
Vue du château des Conti par Louis-Gabriel Moreau l'aîné.

Le territoire de Parmain était intégré dans l'ensemble aménagé du domaine des Conti. Ainsi, un petit château, détruit en 1812 et situé en face de la gare actuelle à l'emplacement du bureau de Poste et de l'hôtel de ville, fut construit par les princes, pour loger l'intendant de leur domaine, puis leurs invités. Un pont, dit le pont Vert, qui a succédé à un pont-levis médiéval, le reliait au château principal sur l'île du prieuré. Le château de Parmain, pourtant simple annexe, était entouré d'un vaste jardin, d'un potager et d'un verger. Seules les caves demeurent aujourd'hui, sous le bâtiment de la Poste.
À la Révolution française, une milice bourgeoise est constituée à Jouy-le-Comte. Elle est armée des fusils des princes de Conti trouvés dans ses écuries. Cette milice constituera une des quatre compagnies de la Garde nationale de L'Isle-Adam et restera basée dans la commune.
Jouy-le-Comte est érigée en commune du canton de l'Isle-Adam en mars 1790. En 1791, la Garde nationale subit à nouveau une refonte, le bataillon de L'Isle-Adam est créé, compétent sur les communes de Jouy-le-Comte, Villiers-Adam et Mériel. Il se compose de sept compagnies de fusiliers et une de grenadiers.

### Les Templiers et les Hospitaliers
Les Templiers possédaient la commanderie de Jouy-le-Comte.
Lors de la dévolution des biens de l'ordre du Temple, la commanderie est rattachée aux Hospitaliers de l'ordre de Saint-Jean de Jérusalem.

### Depuis leXIXesiècle

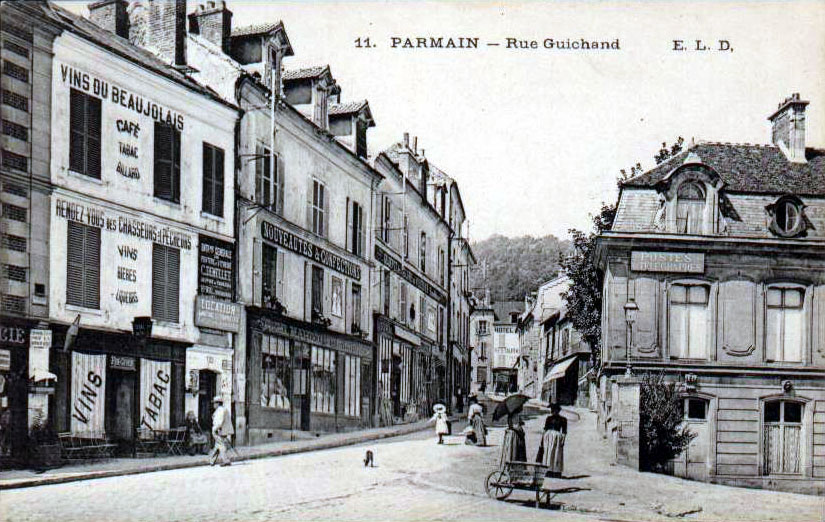
La rue Guichard vers 1900.

La commune suit un développement discret mais constant au cours du siècle. On peut citer quelques jalons, symboles de la transformation de la vie communale au cours du siècle de l'industrialisation, qui en elle-même, a, par ailleurs, peu concerné Parmain.
Jusqu'au Premier Empire, la commune ne possède aucune école.
Celle-ci n'est d'ailleurs à l'époque ni gratuite, ni obligatoire, la scolarité coûte un franc par mois pour l'apprentissage de la lecture, vingt-cinq centimes pour l'écriture et la même somme pour le calcul.
L'hiver, chaque élève doit apporter sa bûche pour le chauffage de la classe. Le premier instituteur de Parmain, nommé Fauchon, prend ses fonctions en 1804. Les instituteurs, tout comme les prêtres, restent alors très longtemps en place : seulement trois maîtres se succèdent jusqu'en 1900.
De 1815 au début des années 1840, une manufacture de céramique, fondée notamment par le père du peintre adamois Jules Dupré, donne une certaine prospérité à la commune. C'est la seule industrie d'envergure qui s'y est implantée, et ce pendant à peine vingt-cinq ans.
En 1828, madame Ducamp fait édifier une belle propriété en bordure de l'Oise qui devient plus tard la mairie.
De 1829 à 1832, un barrage et une écluse sont érigés sur l'Oise en aval de l'île du Prieuré.
En 1832, la France est frappée par une grande épidémie de choléra ; celle-ci touche très modérément L'Isle-Adam tandis qu'elle tue vingt-trois habitants d'Auvers-sur-Oise durant le seul mois de mai… et fait dix-huit mille victimes à Paris.
Curieusement, Parmain semble totalement épargnée, aucun cas n'étant signalé ni aucune augmentation notable des inhumations n'étant enregistrée.
En 1831, les études pour la construction d'une liaison ferrée de Paris à la frontière belge sont lancées. On voit dès lors régulièrement des ingénieurs le long de l'Oise puis, en 1842, des ouvriers venir poser des jalons.
Lors de la séance du conseil municipal du 20 mai 1843, la création d'un passage à niveau au bas de la rue Guichard inquiète et le maire, monsieur Dambry, demande que la plate-forme soit abaissée dans le sol, mais sans succès.
La direction de la Compagnie des chemins de fer du Nord baptisent la nouvelle gare « L'Isle-Adam » ; et ce n'est qu'en 1877 que le nom de Parmain lui est ajouté. Le nom n'est pourtant ajouté sur les indicateurs ferroviaires… qu'après la Seconde Guerre mondiale.

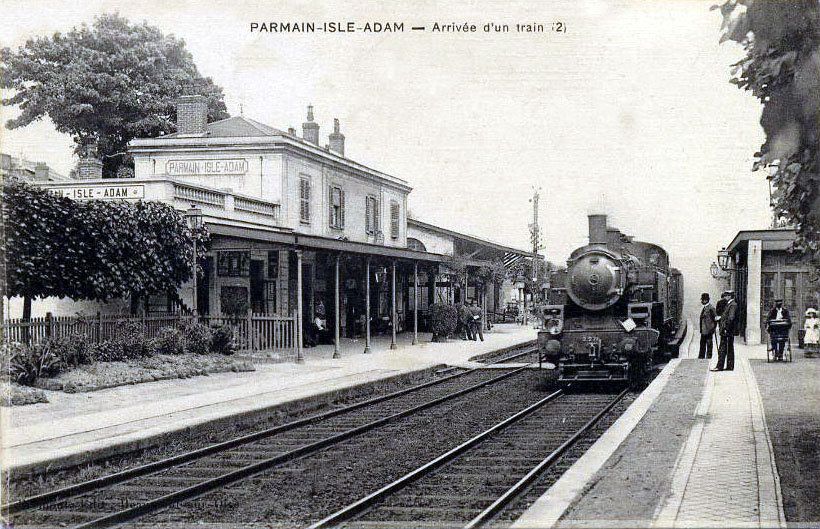
Arrivée d'un train en gare de Parmain - Isle-Adam vers 1900.

Le 14 juin 1846, les habitants de Parmain voient passer à toute vitesse en la toute nouvelle gare le premier train à vapeur inaugural de la ligne Paris - Lille. Celle-ci passe en effet alors par la vallée de Montmorency puis la vallée de l'Oise en faisant un important détour vers l'ouest avant la construction de la ligne plus directe Paris - Creil par Chantilly en 1859. Le 20 juin, la nouvelle ligne est ouverte aux voyageurs, cinq trains quotidiens desservent la gare depuis Paris et seulement quatre en sens inverse. Le trajet dure alors une heure quinze et le billet de 3e classe coûte deux francs et soixante-quinze centimes. Le prix est légèrement plus faible que celui du trajet antérieur en diligence, et le temps de parcours divisé par trois, mais le confort de 3e classe est spartiate : étant dépourvue de vitres, les voyageurs subissent le froid et la fumée. L'année de l'inauguration, Valmondois et Champagne-sur-Oise ne possèdent pas encore d'arrêts.
Les bateliers de l'Oise considèrent pourtant le chemin de fer comme une concurrence déloyale : le 26 février 1848, certains d'entre eux aidés de révolutionnaires venus de Paris sabotent les voies entre Auvers et Persan et détruisent des installations de signalisation et du télégraphe. La gare est alors incendiée comme d'autres de la ligne. À la suite de ce sabotage, les circulations se font sur voie unique : le 27 février, le convoi en provenance de Pontoise entre en collision avec un train en direction du nord, faisant un mort et quarante blessés près de Butry. La ligne de chemin de fer contribue grandement au développement, notamment immobilier, de la commune. Dans les années 1880, des réverbères à gaz éclairent les rues de la commune pour la première fois ; en 1881, le projet de création d'une école de filles est lancé par la municipalité.
Le 29 janvier 1896, le maire signe, avec l'autorisation du préfet, l'acte d'acquisition de la belle propriété édifiée par madame Ducamp en 1828, et appartenant alors à monsieur Dordron : la mairie y est alors transférée. En 1899, l'installation d'un bureau télégraphique et téléphonique est prévu par le conseil municipal, qui s'inquiète de nouveau de la situation posée par la présence du passage à niveau au centre même de l'agglomération : le trafic en augmentation constante pose en effet des problèmes croissants. En 1900, afin d'accompagner la croissance constante du trafic, deux ailes sont ajoutées au pavillon central de la gare.
En février 1935, la mort de l'arbre de la liberté est annoncée à la municipalité ; elle décide de le remplacer par un tilleul, dont il ne reste aucune trace. Le 28 février 1937, décision est prise de créer un nouveau cimetière, situé au lieu-dit « le bois Gammertin ». En 1977, la démolition du bâtiment de la gare est décidée puis mise en œuvre en 1982 ; en 1983, la nouvelle gare édifiée en bois rappelant la forêt proche est mise en service.
En 1793, la commune est appelée Le Compte dans le but d'effacer toute trace toponymique de féodalité et de présence aristocratique. Selon la même logique, en 1801, Jouy-le-Comte devient Jouy-le-Peuple. La commune reprend son nom d'ancien régime sous la Restauration.
L'ancien hameau de Parmain ayant grâce au chemin de fer supplanté sur le plan démographique et économique le centre historique de la commune, situé à Jouy-le-Comte, des voix demandant le changement de dénomination de la commune se font entendre. Le 1er janvier 1885, cent onze habitants de Parmain signent une pétition qui réclame la transformation du hameau en commune. Le maire en donne connaissance au conseil municipal le 8 avril. En effet, en 1893, Jouy compte trois cent vingt-six habitants, alors que Parmain en totalise six cent soixante-deux, soit plus du double. Une consultation populaire est lancée sur l'avenir administratif de la commune ; Jouy fait valoir son ancienneté tandis que Parmain met en avant l'implantation de la nouvelle mairie sur son territoire et surtout la présence de la gare. Le résultat du référendum est sans appel : Parmain l'emporte par deux cent quarante-quatre voix tandis que Jouy n'en totalise que cent trente-neuf.
Ainsi la commune change de dénomination par décret, signé de la main du président Sadi Carnot, et publié au journal officiel le 5 janvier 1893, passant de Jouy-le-Comte à Parmain,. Cependant, l'unité territoriale ne se fait pas pour autant dans la population, chacun continuant d'habiter soit Parmain, soit Jouy-le-Comte. Ce dernier nom est actuellement utilisé pour désigner la partie nord de la commune.
On y trouve toujours l'ancienne église paroissiale (classée monument historique). Jusqu'à la fin du XIXe siècle, Parmain ne possède aucun édifice religieux. Une chapelle est finalement construite en 1889 par l'abbé Gaillard, au centre de la commune, non loin de la gare de L'Isle-Adam - Parmain. Devenue trop exiguë du fait de l'importante évolution démographique, elle est intégrée en tant que sacristie à un nouvel édifice, bénie par Alexandre Renard, évêque de Versailles le 7 septembre 1958.

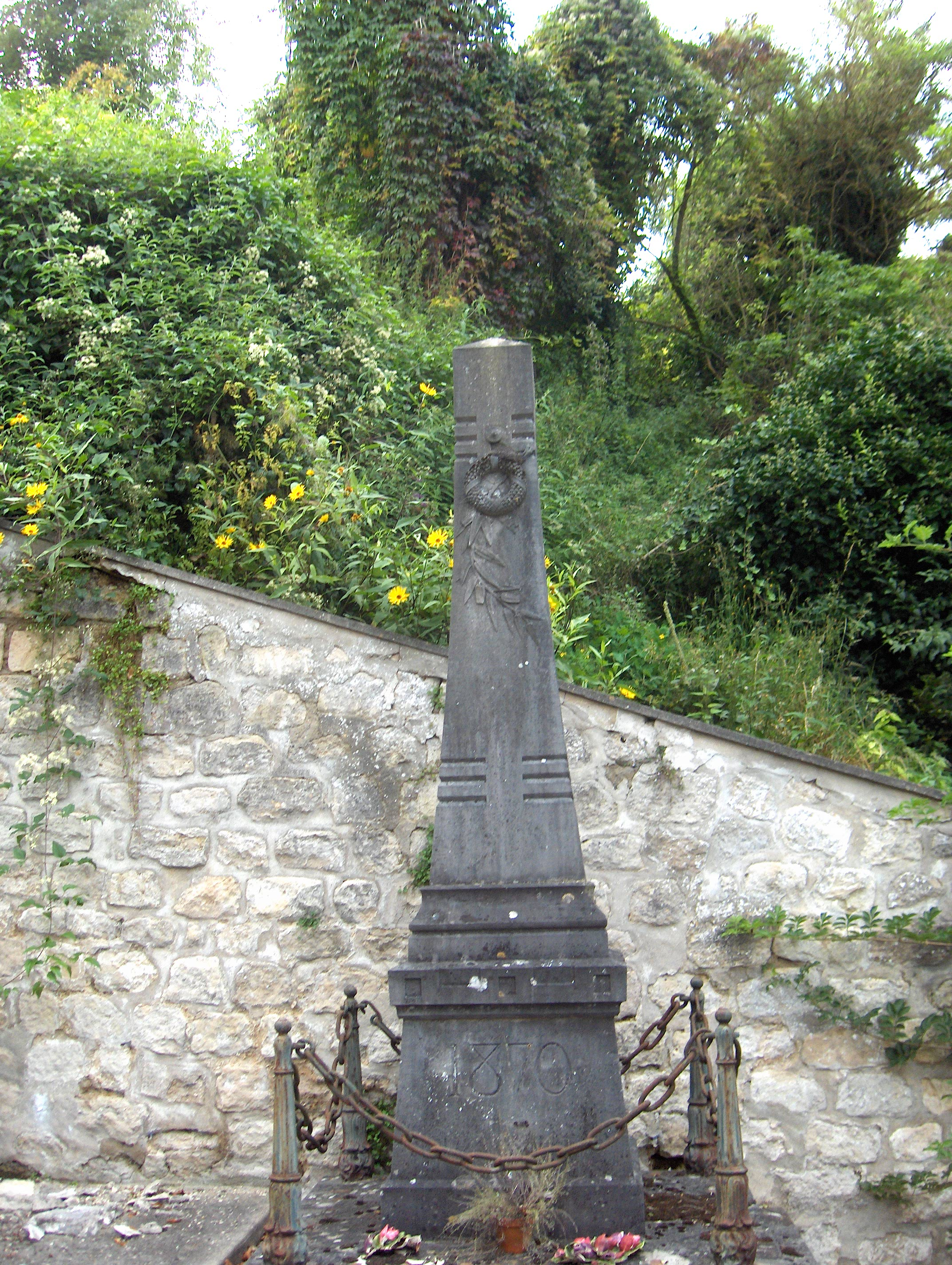
Le monument aux morts de 1870 dans l'ancien cimetière de Jouy-le-Comte.

La ville subit des destructions à l'occasion de la guerre franco-prussienne de 1870. La défense du passage de l'Oise est un épisode tragique de l'histoire de la commune. Après la destruction des ponts, un pharmacien de Parmain, Emile Capron, réunit deux-cents hommes mal armés qui forcent les Prussiens à traverser l'Oise sur un pont de bateaux au niveau de Mours et non, comme ils le désiraient, au niveau de Parmain, retardant ainsi leur progression dans la région. En représailles, 1 500 à 2 000 soldats prussiens incendient une grande partie de la ville. Quarante années plus tard, le souvenir de l'évènement était toujours commémoré par un défilé. Un obélisque dans le cimetière de Jouy-le-Comte, toujours visible, rend hommage aux morts de 1870.

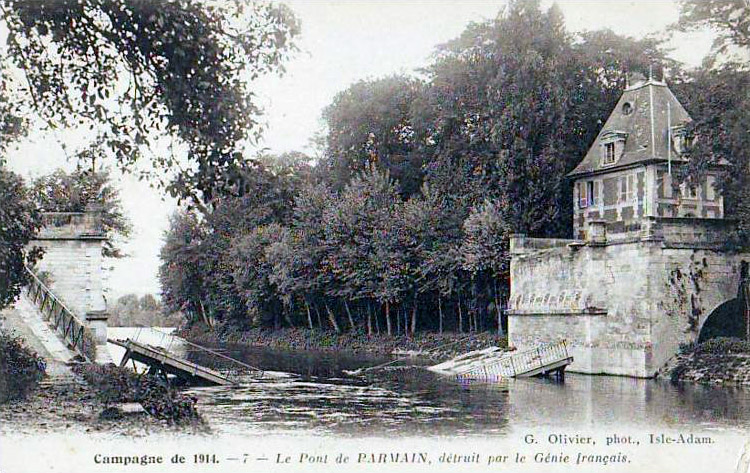
Le pont de Parmain détruit par le Génie français en 1914.

Le seul pont de pierre demeurant, du XVe siècle, se trouve à L'Isle-Adam. Les ponts étaient gardés jusqu'à la fin du XIXe siècle par des maîtres de pont, qui se transmettaient la fonction de père en fils. Ils dirigeaient la confrérie des compagnons de l'arche chargée d'assurer le halage des péniches. Un chemin de halage, empierré en 1848, longeait les berges de l'Oise.
Le génie militaire français a dû détruire les vieux ponts reliant Parmain à L'Isle-Adam lors de la Guerre franco-allemande de 1870. Des constructions modernes les ont remplacés, qui ont dû également être détruites au début de la Première Guerre mondiale, en 1914, puis lors de la Bataille de France au début de la Seconde Guerre mondiale, en 1940. La Première Guerre mondiale prend soixante-treize habitants à Parmain et Jouy-le-Comte.
Le 10 juin 1940, les Allemands sont à Parmain. S'ensuit une courte bataille qui fait six victimes civiles. Le 13, les troupes françaises se replient, et abandonnent la commune à l'occupant. Le 4 juillet 1944, les bombardements d'une cinquantaine d'avions alliés visent Jouy-le-Comte et Parmain.

## Politique et administration

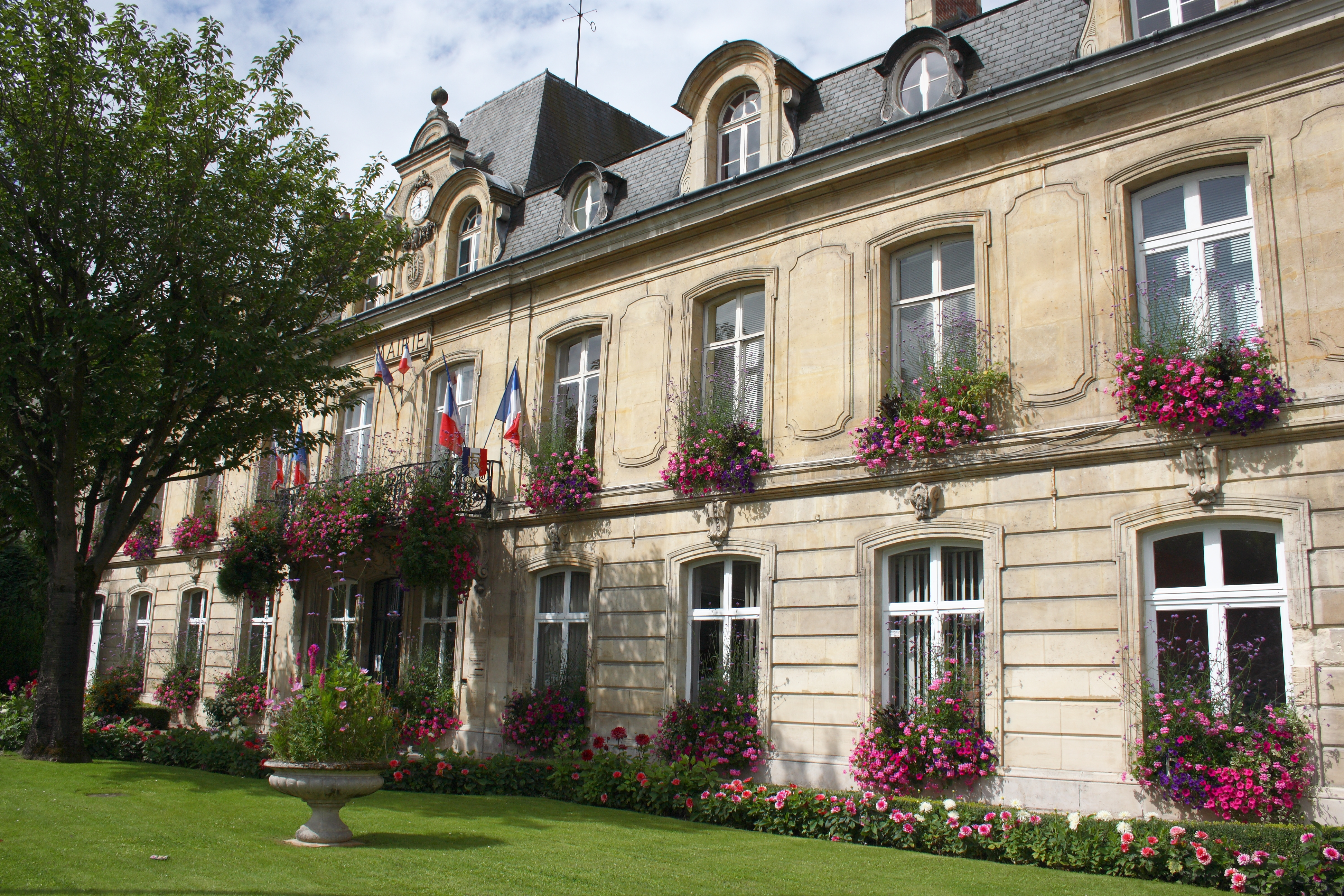
La mairie de Parmain ou petit château Ducamp.

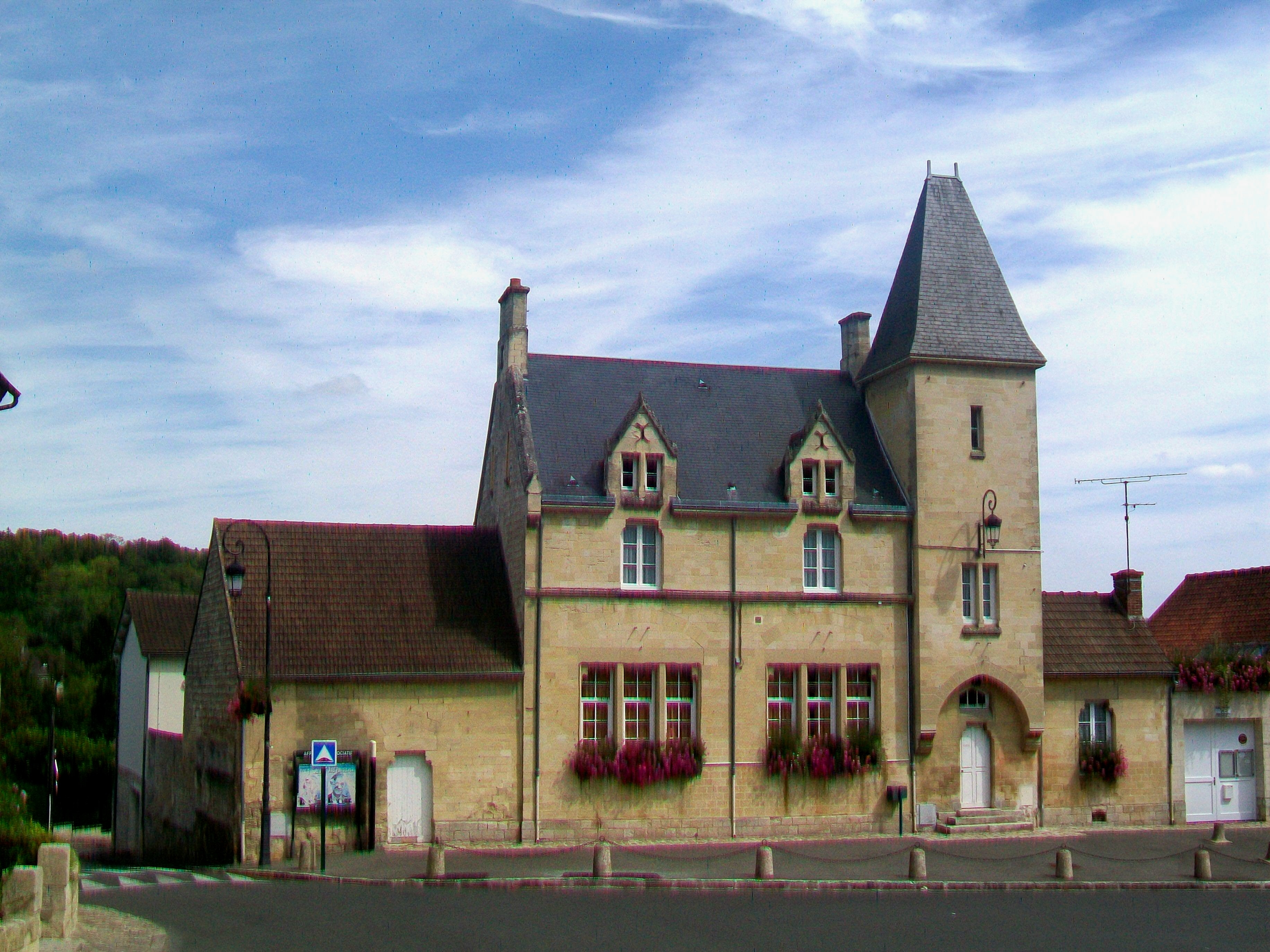
Ancienne mairie à Jouy-le-Comte.

Le chef-lieu de la commune a été transféré en 1893 du hameau de Jouy-le-Comte à celui de Parmain.

### Rattachements administratifs et électoraux
Antérieurement à la loi du 10 juillet 1964, la commune faisait partie du département de Seine-et-Oise. La réorganisation de la région parisienne en 1964 fit que la commune appartient désormais au département du Val-d'Oise et à son arrondissement de Pontoise après un transfert administratif effectif au 1er janvier 1968.
Pour l'élection des députés, elle fait partie de la deuxième circonscription du Val-d'Oise.
Elle fait partie depuis 1793 du canton de L'Isle-Adam. Dans le cadre du redécoupage cantonal de 2014 en France, ce canton, dont la commune fait toujours partie, est modifié, passant de 6 à 15 communes.
La commune fait partie de la juridiction d’instance, de grande instance ainsi que de commerce de Pontoise,.

### Intercommunalité
La commune est membre de la communauté de communes de la Vallée de l'Oise et des Trois Forêts, un établissement public de coopération intercommunale (EPCI) à fiscalité propre créé fin 2003.

### Tendances politiques
(septembre 2015).
Les électeurs de Parmain tendent, d'après les résultats électoraux, à voter clairement à droite. Aux élections législatives de 2002 et de 2007, ils ont porté le maire UMP de L'Isle-Adam à l'Assemblée nationale avec une forte majorité, sensiblement plus élevée que dans le reste de la circonscription électorale (64,01 % et 64,70 % en 2002 et 2007 contre 53,08 % à ces dates au niveau de la circonscription),.
De même à l'occasion des élections présidentielles, les Parminois confirment leur vote de droite. En 2007 les Parminois ont préféré Nicolas Sarkozy à Ségolène Royal au second tour à 59,35 % (contre 53,06 % au niveau national). Au premier tour de l'élection présidentielle de 2002, Jacques Chirac (18,51 %) et Jean-Marie Le Pen (17,39 %) obtiennent tous deux plus de voix que Lionel Jospin (14,01 %) dans la commune. Au deuxième tour, Jacques Chirac l'emporte dans la commune avec 83,87 % des voix (contre 82,21 % au niveau national). Les élections régionales de 2004 ont également vu la victoire de la droite dans la commune, la liste UMP est arrivée en tête au second tour (triangulaire) avec 44,37 % des suffrages alors qu'elle est arrivée seconde au niveau régional avec 40,72 %.
La tendance au vote conservateur à Parmain ne se retrouve pas de manière aussi marquée lors des élections européennes. Les listes du parti socialiste sont en effet arrivées en tête dans la commune en 1999 (19,73 %) et en 2004 (23,88 %), même si l'appui des Parminois à la gauche a été moins prononcé qu'au niveau national en 1999 (21,95 % au PS) et régional en 2004 (25,03 % au PS). Les référendums relatifs aux traités européens ont également recueilli à Parmain plus d'avis favorables qu'au niveau national (54,4 % de oui au traité de Maastricht en 1992, contre 51,04 % au niveau national, et 54,79 % de oui au traité établissant une constitution pour l'Europe en 2005, contre 45,33 % au niveau national).
À la suite de la mort survenue en juillet 2019 de Roland Guichard, maire depuis 1995, des élections municipales sont organisées le 15 septembre 2019 afin de compléter le conseil municipal, qui aura à élire le nouveau maire. Une seule liste est candidate, menée par Nicole Doderelle, jusqu'alors première maire-adjointe, qui est donc élue maire.
Au second tour des élections municipales de 2020, trois listes étaient en compétition. Celle menée par Loïc Taillanter (Div) a obtenu la majorité des suffrages exprimés, avec (45,93 % des voix), devançant largement celles menées par Dominique Mourget (Div, représentante de l’opposition sortante, 35,49 %) et par Sébastien Guérineau (Div, 18,58 %).

### Liste des maires
| Période        | Période                       | Identité                 | Étiquette         | Qualité |
| -------------- | ----------------------------- | ------------------------ | ----------------- | --- |
| 1945           | 1953                          | Paul Ferry               |                   | |
| 1953           | 1960                          | Jean-Louis Levy Besombes | SFIO              | Journaliste à l'ORTF |
| 1960           | 1966                          | Jean-Jacques Guillemot   |                   | |
| 1966           | 1977                          | Jean Vercammen           | RI                | Conseiller général de L'Isle-Adam (1967 → 1973) |
| mars 1977      | 1981                          | Georges Laplante         |                   | |
| 1981           | juin 1995                     | Roger Fillion            |                   | |
| juin 1995      | juillet 2019,                 | Roland Guichard          | RPR puis UMP → LR | Chef d'entreprise Conseiller général de L'Isle-Adam (2002 → 2015) Président de la CC Vallée de l'Oise et des Trois Forêts (2014 → 2019) Décédé en fonction |
| septembre 2019 | juillet 2020                  | Nicole Dodrelle          | DVD               | |
| juillet 2020   | En cours (au 21 juillet 2020) | Loïc Taillanter          | SE                | Juriste, cadre dans une entreprise de télécommunications Vice-président de la CCVOTF (2020 → )                                                             |

### Politique de développement durable

Logo du Parc naturel régional du Vexin français.

Parmain constitue une des communes constitutives de la limite orientale du Parc naturel régional du Vexin français. Avec Champagne-sur-Oise, elle constitue une des deux communes vexinoises de la communauté de communes de la Vallée de l'Oise et des Trois Forêts, à la différence que le territoire de Parmain est entièrement inclus dans le périmètre du Parc, contrairement à celui de Champagne-sur-Oise dont une petite partie du territoire en est exclue. Parmain est également la seule commune du canton de L'Isle-Adam à faire partie du parc.
Sa situation le long de la vallée de l'Oise, sa desserte par une ligne de chemin de fer depuis le milieu du XIXe siècle et sa proximité avec L'Isle-Adam lui ont assuré une croissance démographique supérieure à celle de la grande majorité des communes du Vexin. Alors même qu'elle est bien loin de figurer parmi les communes les plus peuplées du Val-d'Oise, Parmain est pourtant une des communes du parc les plus peuplées. Ce statut de commune relativement peuplée l'oblige légalement à respecter des obligations relatives au nombre de logements sociaux présents dans la commune. Cette contrainte législative autorise ainsi la ville à ne pas respecter les dispositions de la charte du Parc relatives à la maîtrise de la croissance démographique des communes membres.
Parmain comprend sur son territoire une partie du bois de la Tour du Lay, forêt départementale (gérée par l'Office national des forêts) classée comme Zone naturelle d'intérêt écologique, faunistique et floristique (ZNIEFF) de type II (grand ensemble naturel riche et peu modifié, offrant des potentialités biologiques importantes). On y trouve aussi une partie des ZNIEFF de type I partagées avec Champagne-sur-Oise, à savoir le Mont Catillon et la cote de Champagne.

### Distinctions et labels
Parmain a été doté d'une fleur[Quand ?] au Concours des villes et villages fleuris, récompensant les efforts de fleurissement de la commune.

## Population et société

### Démographie
L'évolution du nombre d'habitants est connue à travers les recensements de la population effectués dans la commune depuis 1793. Pour les communes de moins de 10 000 habitants, une enquête de recensement portant sur toute la population est réalisée tous les cinq ans, les populations de référence des années intermédiaires étant quant à elles estimées par interpolation ou extrapolation. Pour la commune, le premier recensement exhaustif entrant dans le cadre du nouveau dispositif a été réalisé en 2005.

En 2022, la commune comptait 5 683 habitants, en évolution de +1,79 % par rapport à 2016 (Val-d'Oise : +4 %, France hors Mayotte : +2,11 %).
| 1793 | 1800 | 1806 | 1821 | 1831 | 1836 | 1841 | 1846 | 1851 |
| ---- | ---- | ---- | ---- | ---- | ---- | ---- | ---- | ---- |
| 579  | 587  | 644  | 599  | 725  | 748  | 704  | 718  | 745  |

| 1856 | 1861 | 1866 | 1872 | 1876 | 1881 | 1886  | 1891  | 1896  |
| ---- | ---- | ---- | ---- | ---- | ---- | ----- | ----- | ----- |
| 762  | 787  | 808  | 775  | 875  | 989  | 1 033 | 1 125 | 1 099 |

| 1901  | 1906  | 1911  | 1921  | 1926  | 1931  | 1936  | 1946  | 1954  |
| ----- | ----- | ----- | ----- | ----- | ----- | ----- | ----- | ----- |
| 1 078 | 1 265 | 1 555 | 1 509 | 1 350 | 1 508 | 1 520 | 1 475 | 1 707 |

| 1962  | 1968  | 1975  | 1982  | 1990  | 1999  | 2005  | 2006  | 2010  |
| ----- | ----- | ----- | ----- | ----- | ----- | ----- | ----- | ----- |
| 1 859 | 2 406 | 3 443 | 4 561 | 5 155 | 5 274 | 5 413 | 5 397 | 5 531 |

| 2015  | 2020  | 2022  | - | - | - | - | - | - |
| ----- | ----- | ----- | - | - | - | - | - | - |
| 5 618 | 5 602 | 5 683 | - | - | - | - | - | - |

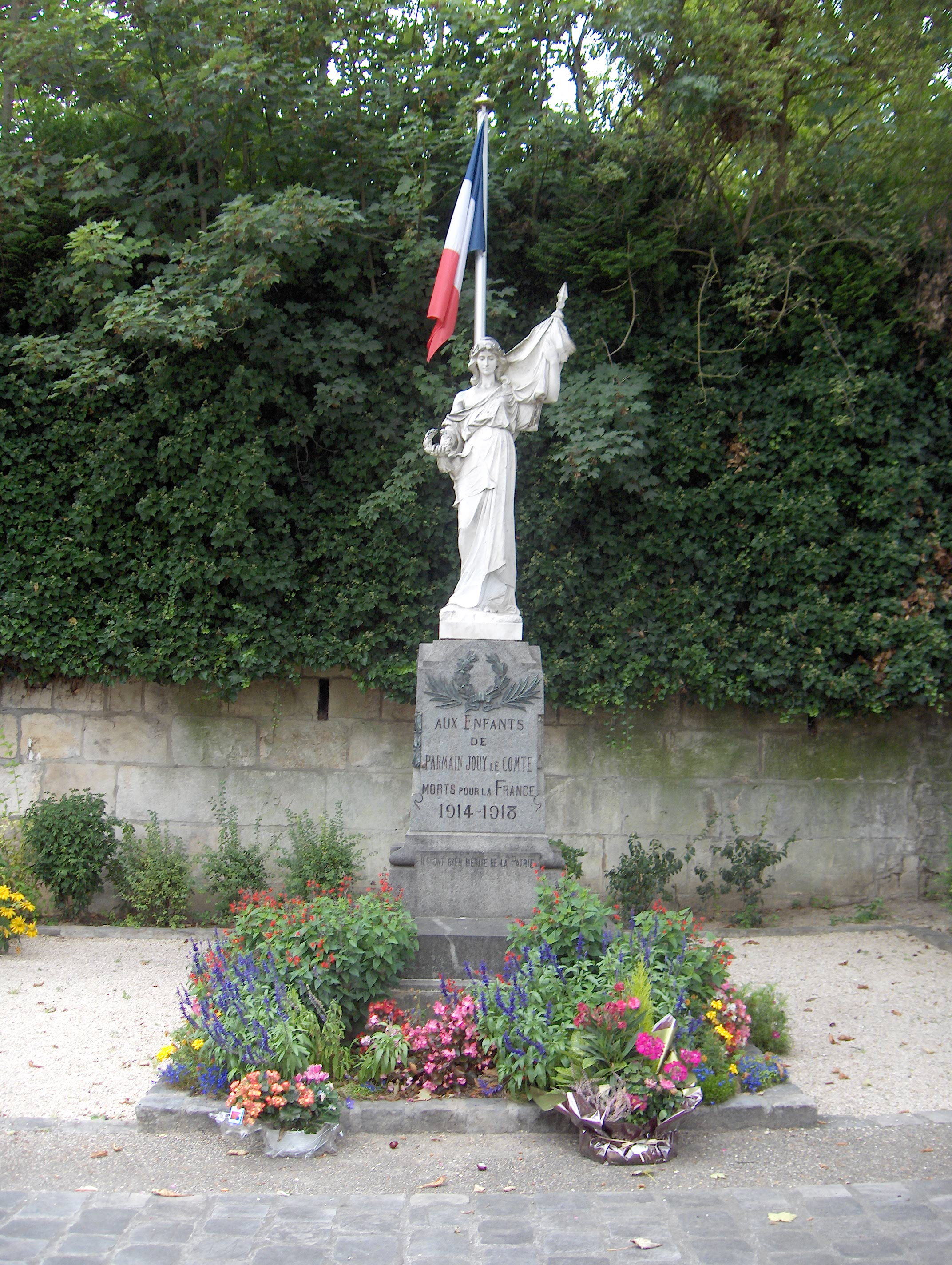
Monument aux morts de Parmain.

De 1793 à 2005, la population de Parmain a augmenté de 834 %. Globalement croissante, la progression démographique de la commune depuis 1793 n'est cependant pas linéaire. En effet, on constate fréquemment des baisses de population entre deux dates de recensement, parfois sur plusieurs périodes consécutives (entre 1891 et 1901 et entre 1911 et 1926). Ainsi, il a fallu plus de 110 ans pour que double la population de la commune entre 1793 et 1906. Un premier boom démographique est observable entre 1901 et 1911, la Belle Époque profitant particulièrement à la commune, avant que la population ne stagne plus ou moins jusqu'à l'après Seconde Guerre mondiale.
Bien que cela n'apparaisse clairement pas dans les chiffres issus des recensements, l'impact de l'implantation, en 1846, de la ligne de chemin de fer dite du Nord sur l'évolution de la population de Parmain se comprend à la lumière d'une comparaison avec les communes voisines. Alors que les communes vexinoises desservies par la ligne, à savoir Parmain, Valmondois, Auvers-sur-Oise et Champagne-sur-Oise, voient leur population augmenter de 50 % entre 1851 et 1911, celles qui en sont restées à l'écart comme Hérouville, Ronquerolles, Arronville et Frouville perdent dans la même période 37 % de leur population. Le chemin de fer a ainsi permis à la commune et à ses voisines de la vallée de l'Oise de figurer aujourd'hui parmi les plus peuplées du Val-d'Oise dans le parc naturel régional du Vexin français.
À partir du recensement de 1946, la population de la ville ne connaît plus de baisse et le baby boom puis la rurbanisation aisée permet une explosion démographique de la population communale qui augmente de plus de 267 % entre 1946 et 2005 (alors qu'elle n'avait augmenté que de 154 % entre 1793 et 1946). Un ralentissement est néanmoins observable depuis le début des années 1990.
La commune comptait en 1999 4,7 % d'étrangers, contre une moyenne de 10,8 % dans le département.
En 2005, 67,3 % des habitants habitaient déjà la commune 5 ans auparavant, et 93,9 % la région Île-de-France. 55,2 % des 15 ans et plus dans la commune étaient mariés en 2005, les autres étant veufs ou veuves, célibataires (33,2 %) ou divorcés.
En 1999, la population de la commune est jeune, 43,5 % des hommes ayant entre 0 et 29 ans (contre 39,08 % au niveau national) et 38,3 % des femmes (contre 36,3 % au niveau national). À l'inverse, 12,5 % des hommes étaient âgés de plus de 60 ans (contre 18,6 % au niveau national) et 14,3 % des femmes (contre 23,9 % au niveau national).
- La commune est rattachée à l'unité urbaine de L'Isle-Adam.

### Enseignement

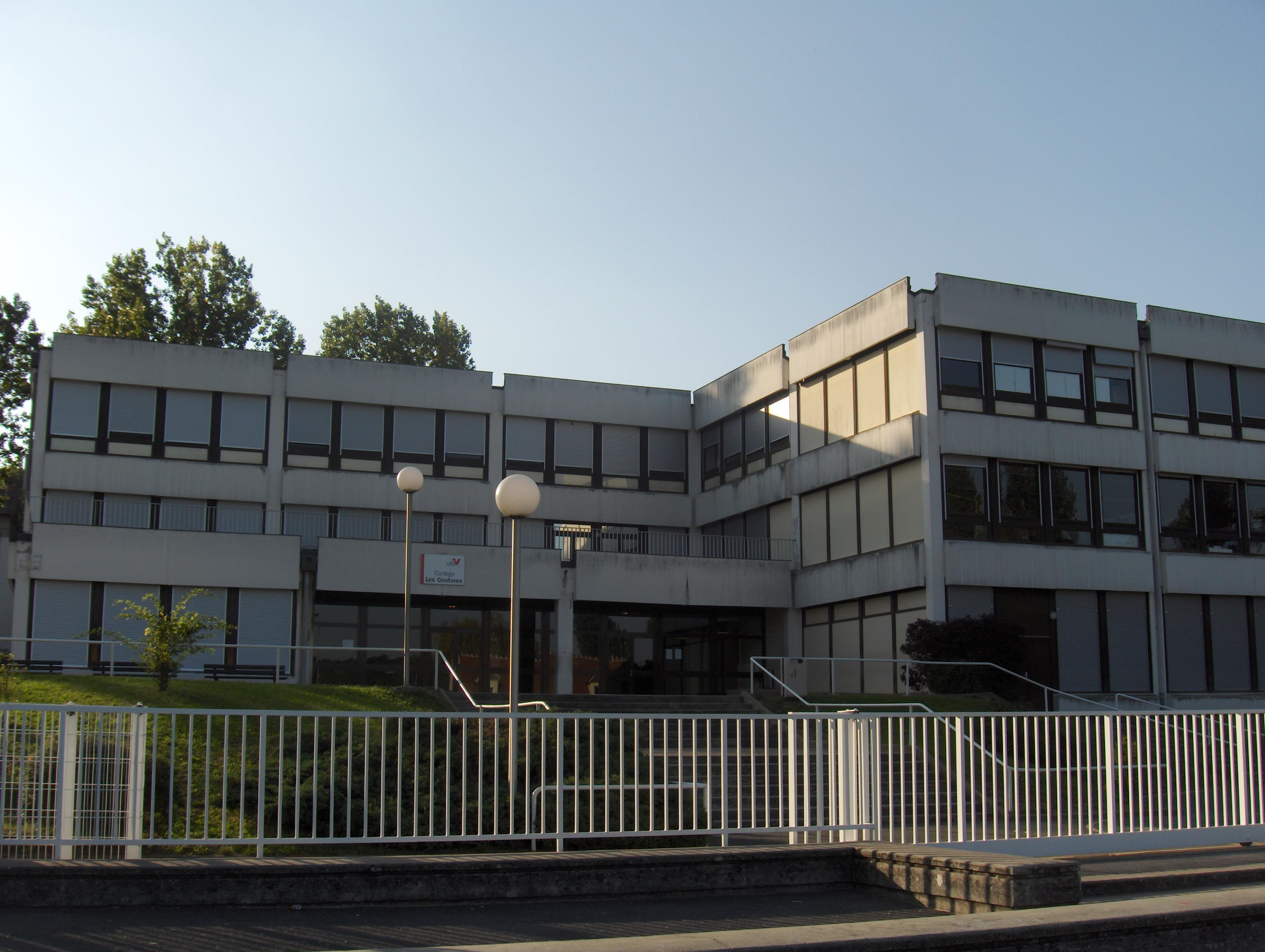
Le collège Les Coutures.

En 1999, 25,1 % de la population (contre 19,2 % au niveau départemental) avait poursuivi au moins deux années d'études après le baccalauréat. À l'opposé, 10,3 % n'étaient titulaires d'aucun diplôme (18,5 % au niveau départemental). Ces chiffres témoignent d'un niveau d'éducation supérieur aux moyennes départementales et nationales.
La commune comprend trois écoles maternelles, dont deux nommées en l'honneur de Maurice Genevoix, trois écoles élémentaires et un collège, appelé Les Coutures, du nom du lieu-dit au sud de la ville. Le début des travaux pour la rénovation dudit collège était prévue pour février 2009, mais fut reportée d'une année.
La commune relève de l'académie de Versailles. Les écoles sont gérées par l’inspection générale de l'inspection départementale de l’Éducation nationale de la Haute-Vallée-de-l'Oise située à Beaumont-sur-Oise.

### Sports et culture
Les infrastructures sportives de la commune permettent la pratique de nombreux sports et activités. On trouve en effet à Parmain un dojo, un sauna, un gymnase et une salle de danse. La salle Jean-Sarment accueille diverses manifestations culturelles. La proximité de l'Oise permet également la pratique de sports nautiques. Une piscine intercommunale, à L'Isle-Adam, est utilisée par les deux villes.
Il existe à Parmain une association de chasseurs et une école de musique. On peut également pratiquer dans la commune le théâtre et le chant. Une bibliothèque municipale a ouvert ses portes en 1995 à proximité de la mairie. La mairie abrite une collection archéologique (de la Préhistoire à l'époque mérovingienne) qui rassemble certaines des découvertes faites dans les communes avoisinantes.
Face à la gare, l'office de tourisme de la rive droite de l'Oise et de la vallée du Sausseron accueille les visiteurs dans la région, il est commun aux villes de Parmain, Champagne-sur-Oise, Valmondois et Butry-sur-Oise.
Parmain accueille chaque année des concerts dans le cadre du festival Jazz au fil de l'Oise. Les festivités annuelles de Parmain sont, en juin, le Classic Parmain, rassemblement de voitures anciennes, en mai la fête de Parmain, en mars le Carnaval et en décembre le marché de Noël.

### Santé
La commune est bien pourvue en médecins, dentistes, infirmiers, kinésithérapeutes et spécialistes (ophtalmologiste, orthophonistes, podologue, prothésiste dentaire). On y trouve deux pharmacies et un laboratoire d'analyses médicales. Une clinique est située à L'Isle-Adam, ainsi que la fondation Chantepie-Mancier, hôpital spécialisé dans la gériatrie et géré par les deux communes. Les hôpitaux les plus proches sont à Pontoise et à Beaumont-sur-Oise.

### Cultes
S'agissant du culte catholique, Parmain fait partie de la paroisse dite des trois clochers, groupement paroissial mixte à L'Isle-Adam qui dessert dans la commune l'église de Parmain et celle de Jouy-le-Comte. La paroisse fait partie du doyenné de Beaumont et du diocèse de Pontoise.

## Économie
L'agriculture, bien que la commune possède des surfaces cultivées, des bois et 74 % de son territoire rural, n'est pas une activité économique de ses habitants. En 1999, comme en 2009, il reste une exploitation agricole en grandes cultures sur la commune de parmain. C'est le secteur tertiaire qui occupait 82,9 % des habitants de la commune en 1999.
La commune ne possède pas de zones d'activités sur son territoire ni de zones commerciales d'envergure, seuls quelques commerces de proximité, notamment aux Arcades au sud de la commune et dans le quartier de la gare. Les grandes surfaces les plus proches sont situées à L'Isle-Adam, à Chambly, dans l'Oise, et dans l'agglomération de Cergy-Pontoise. La commune comprend un bureau de poste et des commerces de proximité (boulangeries, petit supermarché, quelques restaurants, maisons de la presse, coiffeurs, tabacs), la majorité d'entre eux étant situés à L'Isle-Adam.
L'activité touristique, du fait de l'appartenance de la commune au parc naturel régional du Vexin français et à la proximité de sites touristiques importants au niveau départemental ou régional permet un développement modeste des capacités d'hébergement (chambre d'hôte, hôtel).
La qualité de vie à Parmain et dans les communes avoisinantes et la proximité de l'agglomération de Cergy-Pontoise et de Paris profitent au marché de l'immobilier, expliquant le développement de l'activité résidentielle.
Le taux d'activité (au sens du recensement) dans la commune est de 72,7 % en 2005. 26 % des habitants sont des retraités en 1999. La commune est classée dans le bassin d'emploi de Pontoise.
En 2005, le taux de chômage (au sens du recensement) parmi la population active de la commune était de 8,3 %, stable par rapport à 1999 (8,2 %). Le taux national en 2005 était de 9,8 %.
La commune compte en 1999 42,6 % d'ouvriers et d'employés pour 51 % de professions intermédiaires et de cadres et professions intellectuelles supérieures. 6,4 % sont artisans, commerçants et chefs d'entreprise et un seul agriculteur.
En 1999, seulement 9,7 % des actifs occupés travaillent et vivent à Parmain, le reste se déplaçant hors de la commune pour travailler. 68 % utilisent la voiture et 15 % les transports en commun.
Le revenu moyen par ménage dans la commune en 2004 était de 26 452 € par an (moyenne nationale 15 027 € ; moyenne Val-d'Oise 22 236 € ; moyenne Paris 25 948 €).

## Culture locale et patrimoine

### Lieux et monuments

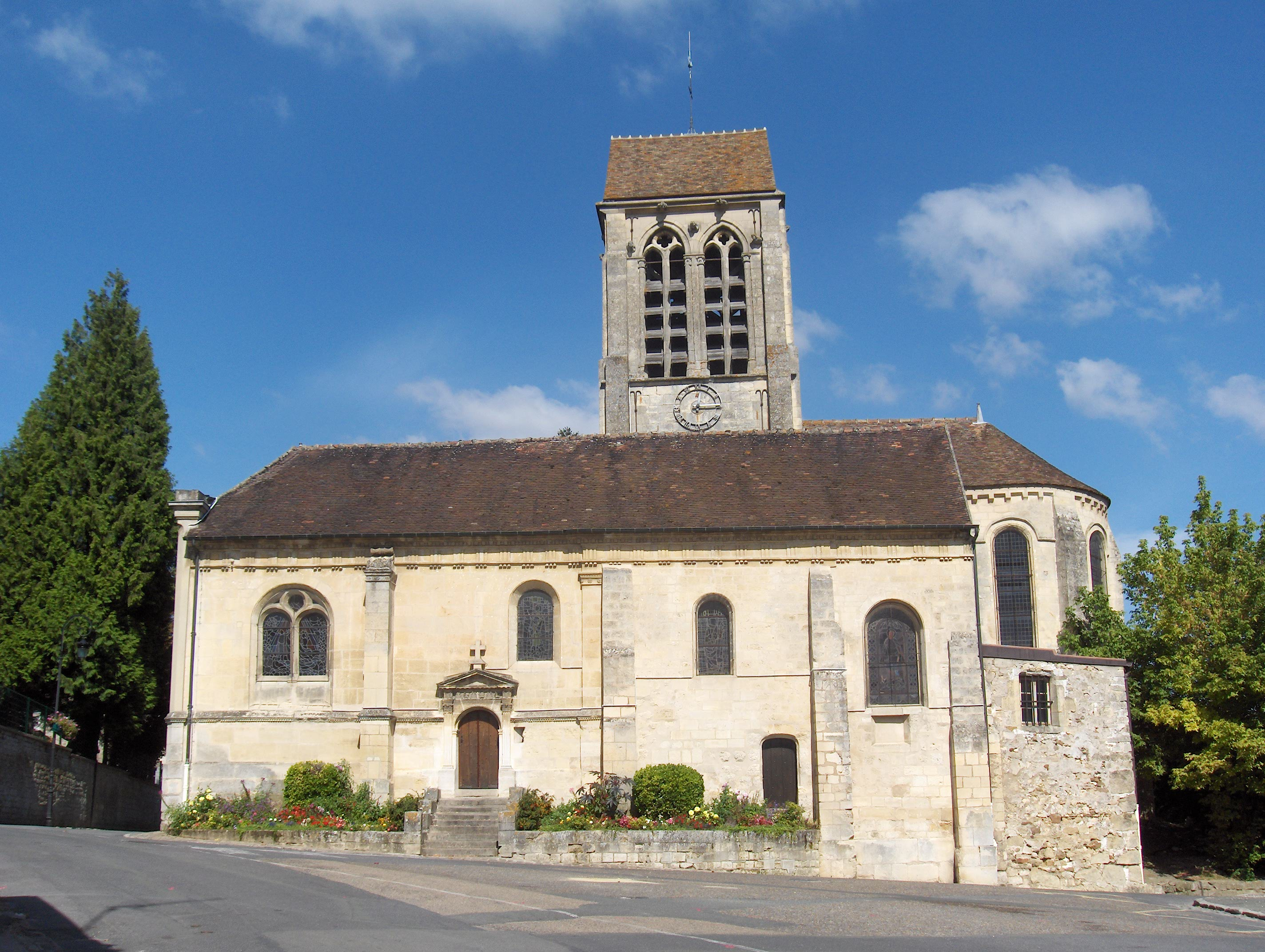
Église Saint-Denis.

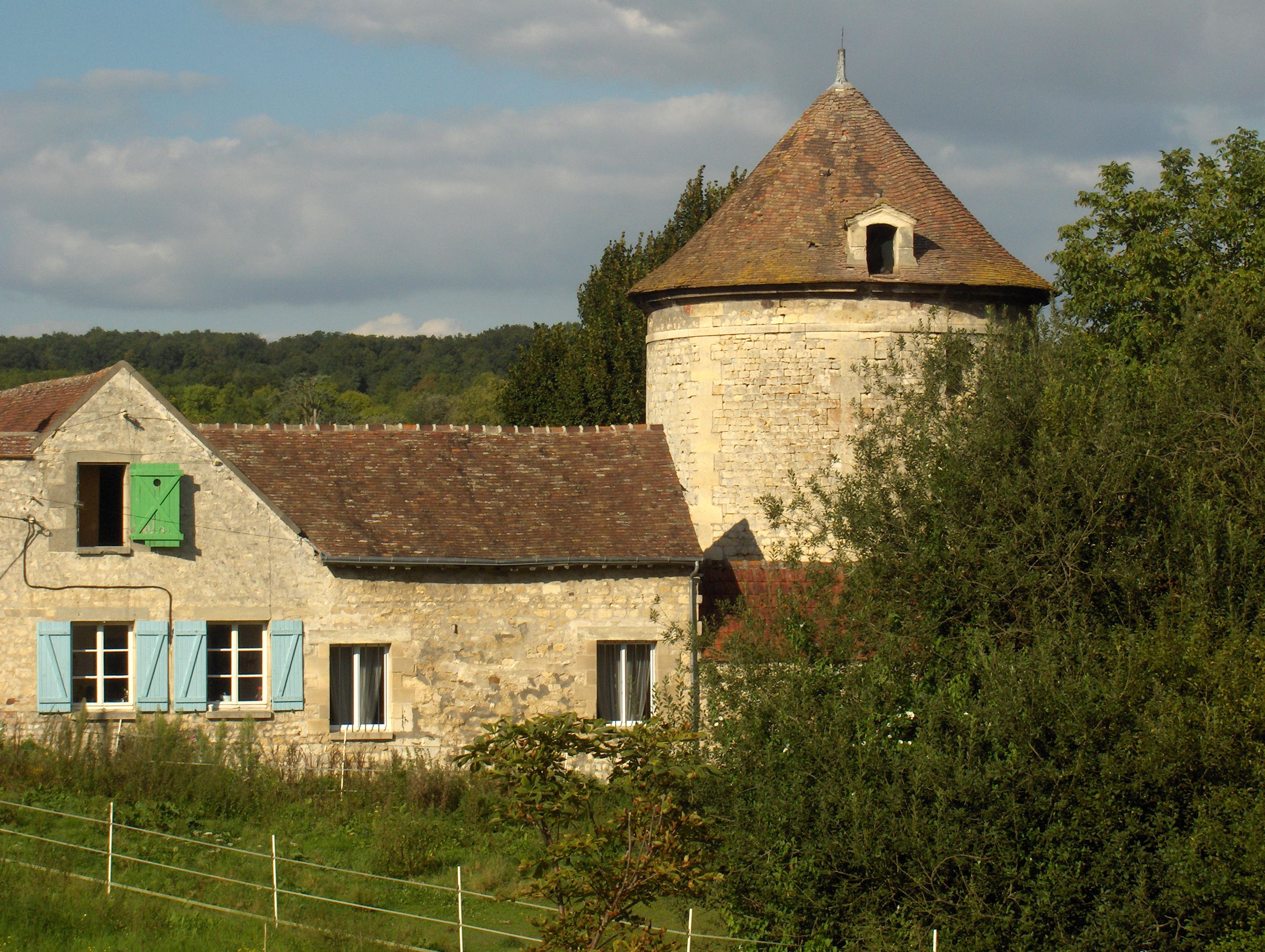
Colombier de Boulonville.

Parmain compte deux monuments historiques classés et un inscrit sur son territoire ; la totalité du territoire de la commune constitue un site inscrit.
- Église Saint-Denis de Jouy-le-Comte, rue du Maréchal-Joffre (chœur et clocher classés par arrêté du 3 septembre 1912, reste inscrit par arrêté du 20 février 1945[66])

C'est un édifice composite ce qui explique son caractère irrégulier. De plan cruciforme à l'origine, elle comporte un unique collatéral de deux travées au sud ; un transept de deux croisillons dissemblables, dont seulement celui du nord est voûté d'ogives ; une chapelle latérale sud non voûtée ; une petite chapelle latérale nord voûtée ; et un chœur de deux travées. - La croisée du transept, le croisillon nord et le chœur roman remontent au XIIe siècle, l'abside voûtée prend la forme d'un hémicycle percé de quatre fenêtres en plein cintre, consolidé par des contreforts à ressauts. Le clocher central s'élevant au-dessus de la croisée du transept date du tout début du XIVe siècle et est coiffé en bâtière. Le collatéral droit et le portail latéral sont datés de 1561 et attribués à l'architecte pontoisien Nicolas Le Mercier. La nef a été reconstruite et recouverte d'une voûte en berceau de bois en 1651, et relié au bas-côté seulement à ce moment. La nièce du cardinal Mazarin, Anne Marie Martinozzi, princesse de Conti, y fait effectuer des travaux dans la deuxième moitié du XVIIe siècle ; l'église est alors restaurée et le presbytère édifié (voir ci-dessous). Jeanne d'Arc y aurait laissé deux petites croix sur une dalle du chœur en 1429 ou 1430,.
- Colombier de Boulonville, rue du Maréchal-Joffre, dans l'ancien hameau de Boulonville (inscrit monument historique par arrêté du 30 septembre 1965[69])

Avec deux mille trois cents boulins, ce pigeonnier du XVIIIe siècle peut abriter autant de couples de pigeons. Ce type de construction est caractéristique du patrimoine rural du Vexin français. Inscrit aux monuments historiques depuis 1965, la propriété du colombier était la résidence de l'intendant du domaine sous l'ancien régime. Ce domaine rural avait l'aspect caractéristique des grandes fermes d'Île-de-France. La ferme faisant partie du domaine de Conti, elle est vendue comme Bien national et finalement démolie en 1830. En 1932, l'acteur de cinéma André Luguet rachète ce qui subsiste du domaine et charge son architecte de le transformer en maison de campagne, ce qui sauve le colombier, inscrit à l'inventaire supplémentaire des monuments historiques en 1965,.
- Hypogée à vestibule néolithique dit le Trou à morts, (classé monument historique par arrêté du 26 juin 1974[71])

Cette tombe témoigne d'une occupation ancienne de la région.
On peut également signaler :
- Église du Sacré-Cœur, rue du maréchal Foch

Elle est construite en 1889 dans le quartier de la gare pour faire face à l'accroissement du nombre de paroissiens. Un campanile séparé du corps du bâtiment lui est adjoint en 1960.
- Hôtel de ville, place Georges-Clemenceau

De style Louis XV, l'ancienne demeure de madame veuve Ducamp construite en 1828 abrite la mairie depuis 1896. Elle se dresse sur l'emplacement de l'ancien petit château bâti par les Conti et démoli sous le Premier Empire.
- Le bâtiment de la Poste, place Georges-Clemenceau, jouxtant l'hôtel de ville

Il est construit en 1932 à ossature de béton et parements en brique. Il occupe également une partie de l'emplacement du petit château, dont les caves existent toujours.
- Ancienne maison de retraite nationale des coiffeurs, rue du Maréchal Foch

Fondée en 1927 dans la villa du Bel-Air, elle comportait également un petit musée de la coiffure. C'est aujourd'hui une résidence pour personnes âgées, mais on peut toujours voir dans son parc un buste à l'honneur de l'inventeur d'un fer à friser qui porte son nom, Marcel Grateau.
- Ancienne mairie de Jouy-le-Comte, au sud de l'église, rue du Maréchal Joffre

Il s'agit de l'ancien presbytère offert par la commune par Anne-Marie Martinozzi, princesse de Conti et nièce du cardinal Mazarin, au milieu du XVIIe siècle. Le bâtiment est remarquable par son architecture Renaissance et sa tour de deux étages. Il sert aujourd'hui d'école.
- Lavoir couvert, au bout d'une courte sente partant de la rue du Maréchal Joffre, au nord de l'église

Retouché plusieurs fois, il se compose d'un bassin rectangulaire, dont les abords sont empavés, et d'un abri en briques et moellons destiné à protéger les lavandières des intempéries. L'eau provient d'une source captée sur place, dans un petit édicule annexe.
- La commune comprend deux cimetières, situés sur les pentes de la ville et offrant des panoramas partiels sur la vallée, dont l'ancien cimetière de Jouy-le-Comte où sont enterrés d'anciens maires de la commune et où se trouve le monument commémorant les morts de 1870.
- On trouve enfin sur le territoire de la commune des résidences élégantes en meulière. La pierre blanche calcaire du Vexin est également employée dans de nombreux bâtiments d'habitation (anciennes fermes, maisons anciennes ou contemporaines de toutes tailles)[68].

### Patrimoine mobilier
Deux tableaux du XIXe siècle, une mise au tombeau de Yan' Dargent (1824-1899) et une représentation du Christ et de la femme adultère de Théodore Chassériau sont classés et se trouvent à l'église Saint-Denis de Jouy-le-Comte. Un tableau classé de la fin du XVIe siècle, le Christ rencontrant les saintes femmes, se trouvait à l'église du Sacré-Cœur avant d'être volé en 1955. L'église de Jouy-le-Comte comprend également des fonts baptismaux du XIIIe siècle en pierre taillée et sculptée d'une frise de feuillage classés en 1911
La mairie abrite une collection municipale d'archéologie présentant un ensemble d'objets et de sculptures gallo-romaines trouvé dans la région de Parmain (accès libre aux heures d'ouverture de la mairie). À noter le torse dit d'Hercule découvert en 1968 à Mours (canton de Beaumont-sur-Oise), dans la carrière de Maffa, au lieu-dit la Miltrade. Il pourrait représenter Silène.
Une cloche de bronze de 1668 est également conservée à l'hôtel de ville. Elle était suspendue dans un clocheton aujourd'hui détruit situé au 11, rue Guichard. La cloche porte en inscription : « Sole deo honnor et gloria » (Honneur et gloire au Dieu unique).

### Personnalités liées à la commune

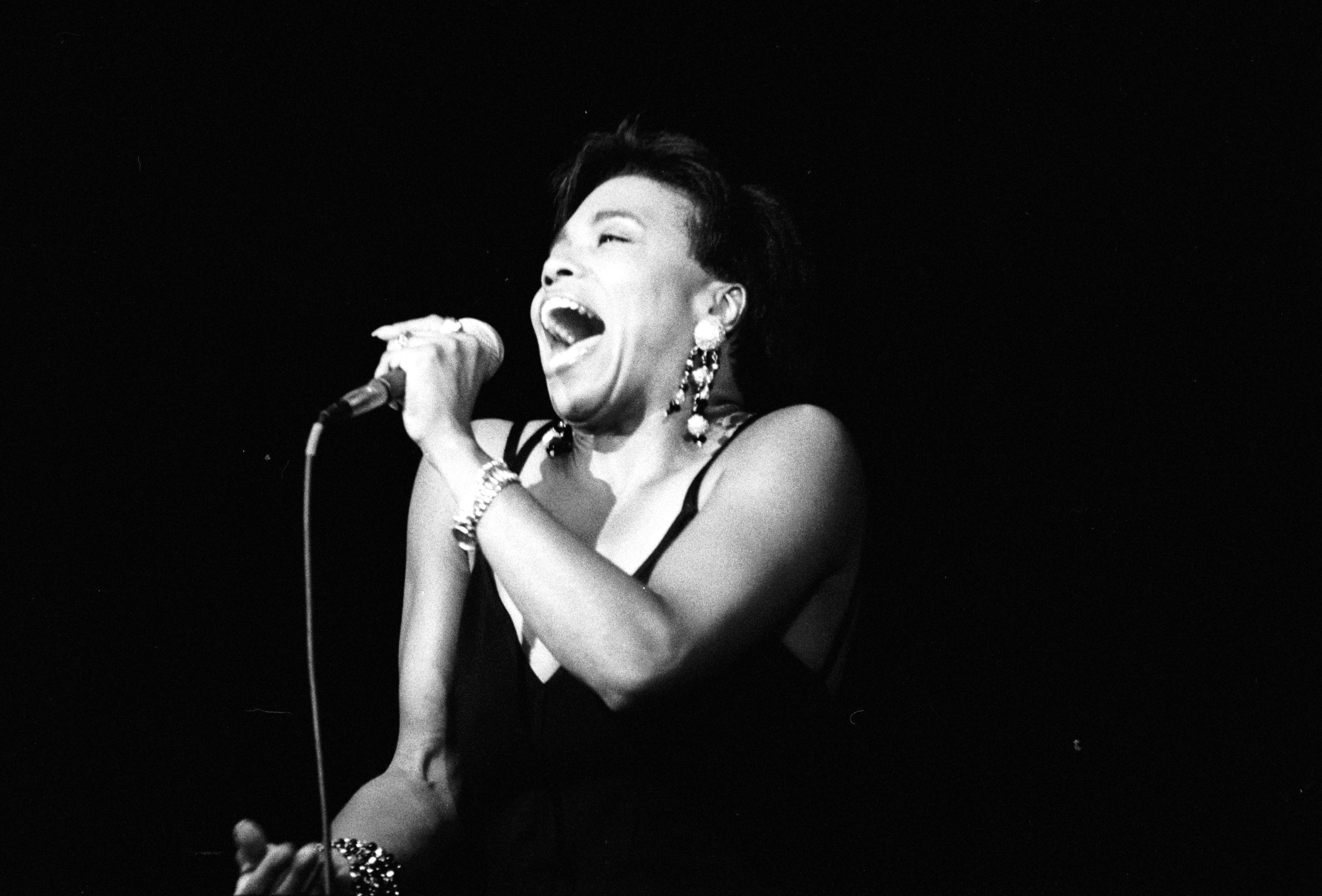
Dee Dee Bridgewater en concert en 1990.

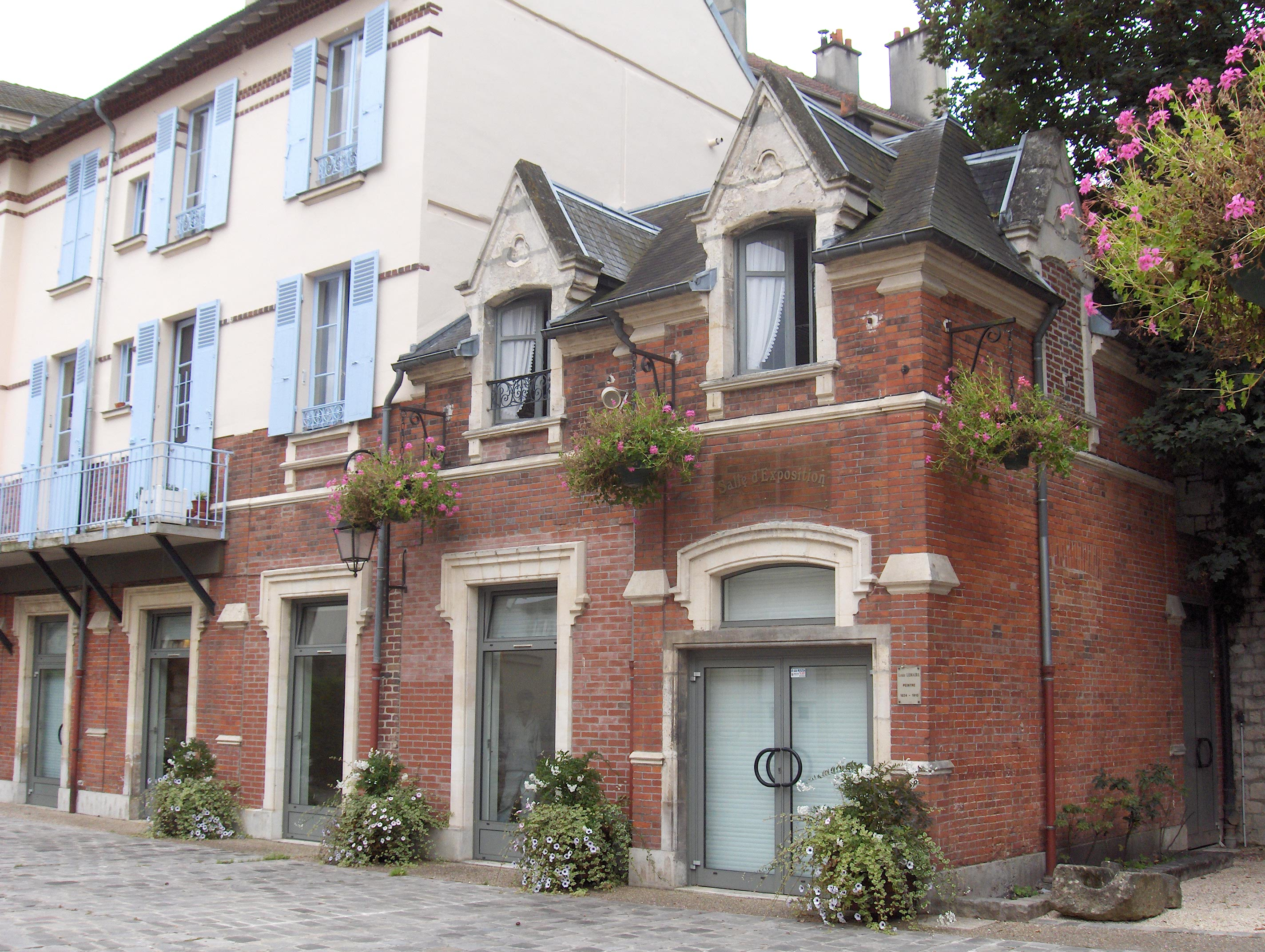
La salle d'exposition Louis-Lemaire.

- Le géographe et géopolitologue Jacques Ancel (1882-1943) est né à Parmain.
- La chanteuse de jazz américaine Dee Dee Bridgewater[76], née en 1950, a vécu une douzaine d'années à Parmain.
- Le carbonaro Alexandre Andryane est né à Jouy-le-Comte, un village de la commune de Parmain, le 21 mars 1797.
- Le président de la République Jacques Chirac (né en 1932) a vécu à Parmain aux débuts des hostilités de la Seconde Guerre mondiale jusqu'à la fuite de sa famille en 1940 pour Sainte-Féréole, en Corrèze[77].
- L'ingénieur français Georges Leclanché (1839-1882), inventeur de la pile sèche électrique qui porte son nom, est né à Parmain.
- La femme de lettres et philanthrope Daniel Lesueur,pseudonyme de Jeanne Loiseau (1854-1921) acquit une propriété à Parmain ; un de ses romans Le Droit à la Force a pour cadre la vallée du Sausseron.
- L'acteur de cinéma André Luguet (1892-1979) habita la propriété du colombier de Boulonville.
- Anne Marie Martinozzi (1637-1672), princesse de Conti, nièce de Mazarin, loge à Jouy-le-Comte après l'incendie du château de L'Isle-Adam en 1669. Elle y finance des travaux de restauration de l'église Saint-Denis.
- L'auteur dramatique Jean Sarment (1897-1976) vécut à Parmain de 1940 à 1976. Une salle de concert et de réunion porte son nom dans la commune.
- L'écrivain Nathalie Sarraute (1900-1999) s'est cachée à Parmain de 1941 à 1944 sous une fausse identité pour fuir les persécutions antisémites. Elle fut secrètement hébergée par Madeleine Dieudonné, alias Tatoune, (veuve du journaliste et scénariste Robert Dieudonné)[78].
- Valérie Trierweiler y habita avec son second mari et leurs enfants[79].

La vallée de l'Oise a attiré de nombreux peintres au XIXe siècle. Certains se sont spécifiquement arrêtés à Parmain pour y travailler ou y vivre. On peut citer:
- Pierre Isidore Bureau (1822-1876), maitre des effets nocturnes, qui a également vécu à Parmain[80].
- Louis Lemaire (1824-1910), peintre post-impressionniste, a vécu dans la villa Les Arcades rue du Maréchal Foch. Un pastel de fleurs, une de ses toiles et don de sa femme, est exposé dans le grand escalier de la Mairie, et la salle communale d'exposition de la ville porte son nom[81].
- Victor Vignon (1847-1909), élève de Corot et ami de Cézanne et de Pissarro, qui a peint et vécu à Jouy le Comte[82].

### Parmain dans la littérature
Parmain est cité dans le poème d’Aragon, Le conscrit des cent villages, écrit comme acte de Résistance intellectuelle de manière clandestine au printemps 1943, pendant la Seconde Guerre mondiale.

### Héraldique
| Blason de Parmain | Blason  | Parti : D'or à trois losanges d'azur rangées en fasce chargées d'une devise brochante d'argent, accompagnées de sept canettes contournées de sable, quatre rangées en chef et trois en pointe ordonnées 2 et 1.                                        |
| Blason de Parmain | Détails | Le site de la ville indique que « Ces armes sont issues d'un sceau appendu à un acte de 1228, donation de Jehan de Parmeng, chevalier, à l'abbaye Notre Dame du Val à Mériel. » La description du sceau fait apparaître que la devise est une brisure. |